# Лемніскатна еліптична функція

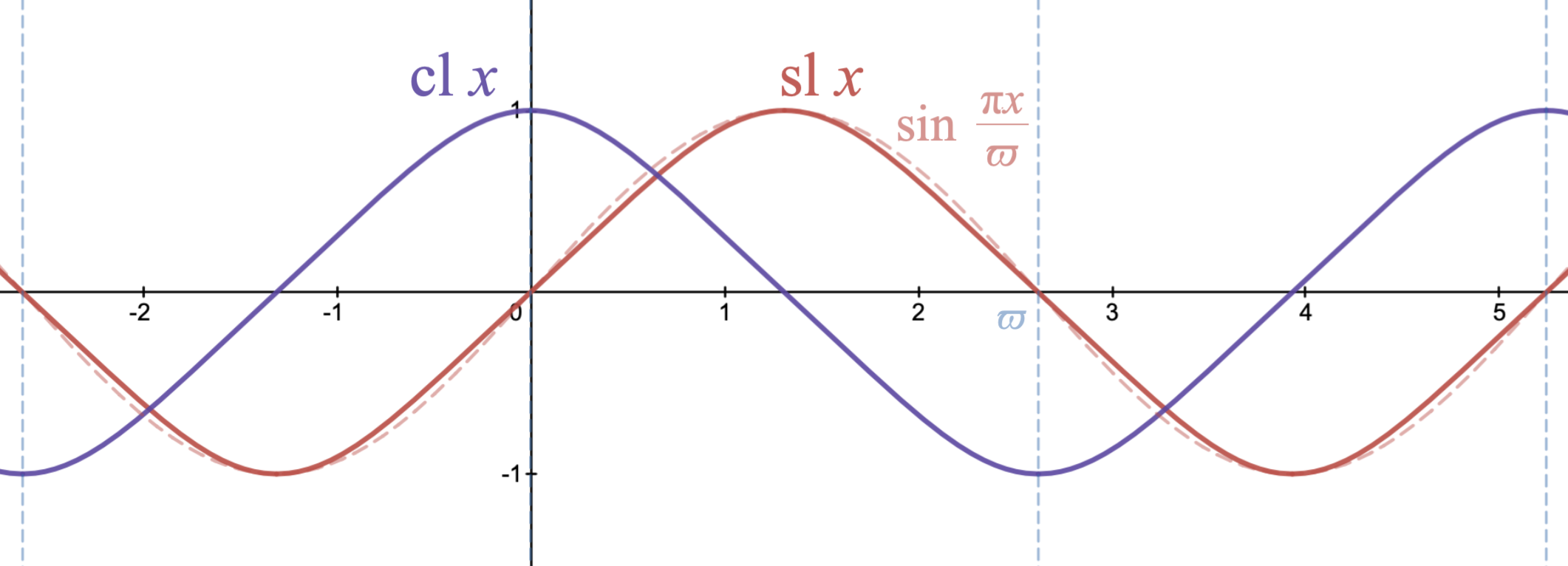
Лемніскатна функція синуса (червона) та лемніскатна функція косинуса (фіолетова) дійсного аргументу у порівнянні з тригонометричною функцією синус (блідно-червона пунктирна лінія).

У математиці лемніскатна еліптична функція — це еліптична функція, що пов'язана з довжиною дуги лемніскати Бернуллі.
Вперше вона була досліджена Джуліо Карло де Тоскі ді Фаньяно у 1718 році, та пізніше Леонардом Ейлером, Карлом Фрідріхом Гаусом та іншими.
Лемніскатні функції синуса та косинуса, для позначення яких зазвичай використовують символи {\displaystyle \operatorname {sl} } й {\displaystyle \operatorname {cl} } (іноді {\displaystyle \operatorname {sinlem} }, {\displaystyle \operatorname {coslem} } або {\displaystyle \operatorname {sinlemn} } та {\displaystyle \operatorname {coslemn} }), є аналогами тригонометричних функцій синуса та косинуса.
У той час як тригонометричний синус пов'язує довжину дуги з довжиною хорди в колі одиничного діаметра {\displaystyle x^{2}+y^{2}=x}, лемніскатний синус пов'язує довжину дуги з довжиною хорди лемніскати {\displaystyle {\big (}x^{2}+y^{2}{\big )}^{2}=x^{2}-y^{2}}.
Періоди лемніскатних функції пов'язані з числом {\displaystyle \varpi =2{,}622057\dots }, яке називають лемніскатною константою, що є відношенням лемніскатного периметра до його діаметра.
Функції {\displaystyle \operatorname {sl} } та {\displaystyle \operatorname {cl} } мають квадратну періодичну ґратку (кратну гауссовим цілим числам) з фундаментальними періодами {\displaystyle {\big \{}(1+{\rm {i}})\varpi ,(1-{\rm {i}})\varpi {\big \}}}, і є окремим випадком двох еліптичних функцій Якобі на цій ґратці, {\displaystyle \operatorname {sl} z=\operatorname {sn} (z;{\rm {i}})}, {\displaystyle \operatorname {cl} z=\operatorname {cd} (z;{\rm {i}})}.
Аналогічно, гіперболічні лемніскатичні функції {\displaystyle \operatorname {slh} } та {\displaystyle \operatorname {clh} } мають квадратну періодичну ґратку з фундаментальними періодами {\displaystyle {\big \{}{\sqrt {2}}\varpi ,{\sqrt {2}}\varpi {\rm {i}}{\big \}}}.
Лемніскатні функції та гіперболічні функції пов'язані з еліптичною функцією Веєрштраса {\displaystyle \wp (z;a,0)}.

## Лемніскатні функції синуса та косинуса

### Означення
Лемніскатні функції {\displaystyle \operatorname {sl} } та {\displaystyle \operatorname {cl} } можна визначити відповідно як розв'язки задач Коші:
{\displaystyle {\begin{aligned}&{\frac {\rm {d}}{{\rm {d}}z}}\operatorname {sl} z={\big (}1+\operatorname {sl} ^{2}z{\big )}\operatorname {cl} z,\quad \operatorname {sl} (0)=0,\\&{\frac {\rm {d}}{{\rm {d}}z}}\operatorname {cl} z=-{\big (}1+\operatorname {cl} ^{2}z{\big )}\operatorname {sl} z,\quad \operatorname {cl} (0)=1,\end{aligned}}}
або, еквівалентно, визначити як обернені функції для еліптичного інтеграла, тобто як відображення Шварца–Крістофеля з одиничного круга комплексної площини у квадрат з кутами {\displaystyle {\big \{}{\tfrac {1}{2}}\varpi ,{\tfrac {1}{2}}\varpi {\rm {i}},-{\tfrac {1}{2}}\varpi ,-{\tfrac {1}{2}}\varpi {\rm {i}}{\big \}}}:
{\displaystyle z=\int _{0}^{\operatorname {sl} z}{\frac {{\rm {d}}t}{\sqrt {1-t^{4}}}}=\int _{\operatorname {cl} z}^{1}{\frac {{\rm {d}}t}{\sqrt {1-t^{4}}}}.}
Поза цим квадратом функції можуть бути аналітично продовжені на всю комплексну площину за допомогою серій віддзеркалень.
Для порівняння, функції синуса і косинуса на колі можна визначити, відповідно, як розв'язки задач Коші:
{\displaystyle {\begin{aligned}&{\frac {\rm {d}}{{\rm {d}}z}}\sin z=\cos z,\quad \sin(0)=0,\\&{\frac {\rm {d}}{{\rm {d}}z}}\cos z=-\sin z,\quad \cos(0)=1,\end{aligned}}}
або як обернені функції для відображення з верхньої півплощини в напівнескінченну смугу з дійсними частинами між {\displaystyle -{\tfrac {1}{2}}\pi } та {\displaystyle {\tfrac {1}{2}}\pi }, і додатною уявною частиною:
{\displaystyle z=\int _{0}^{\sin z}{\frac {{\rm {d}}t}{\sqrt {1-t^{2}}}}=\int _{\cos z}^{1}{\frac {{\rm {d}}t}{\sqrt {1-t^{2}}}}.}

### Довжина кривої лемніскати Бернулі

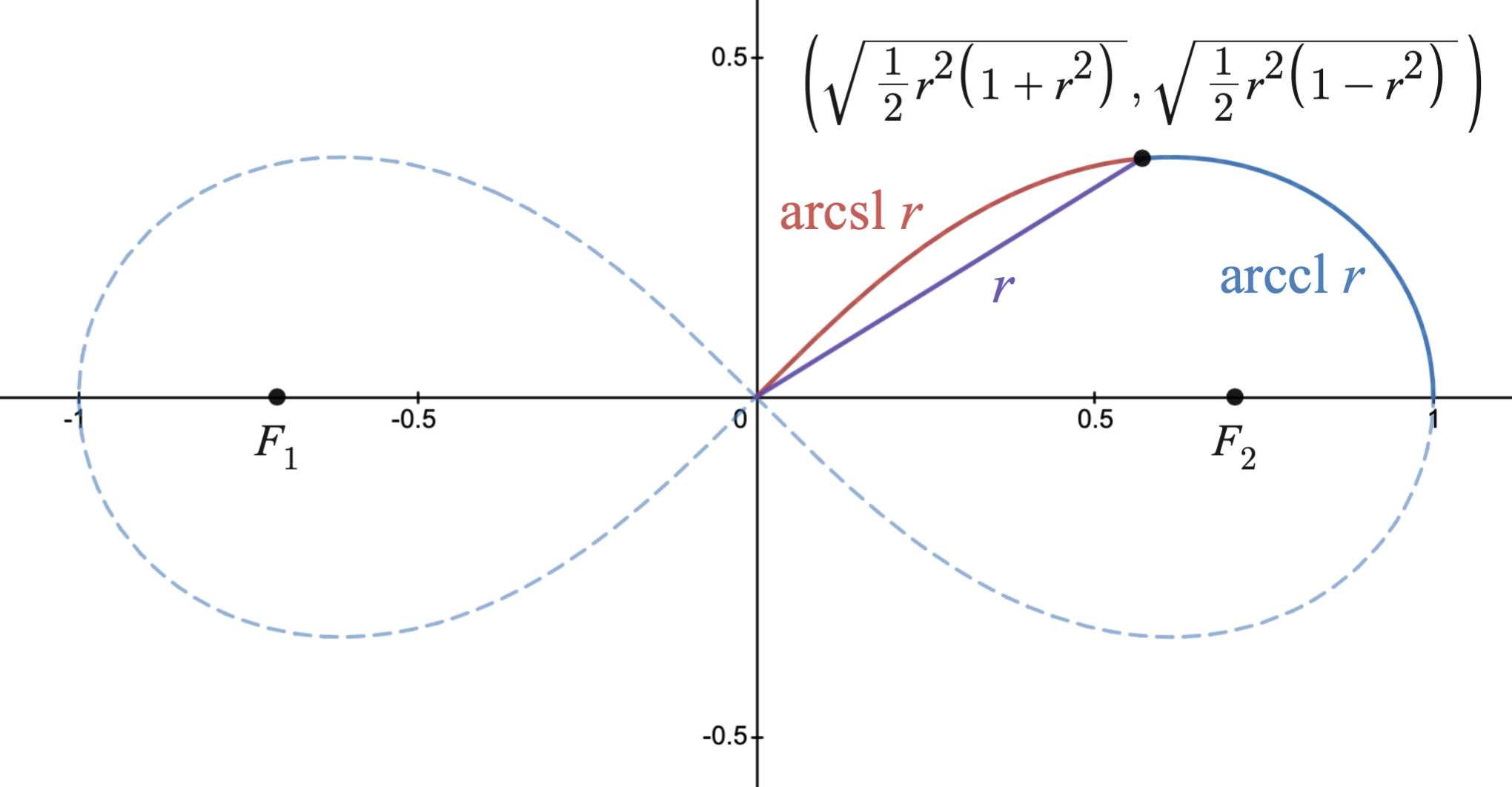
Лемніскатні функції синуса та косинуса пов'язують довжину кривої лемніскати з відстанню від кінцевої точки до початку координат.

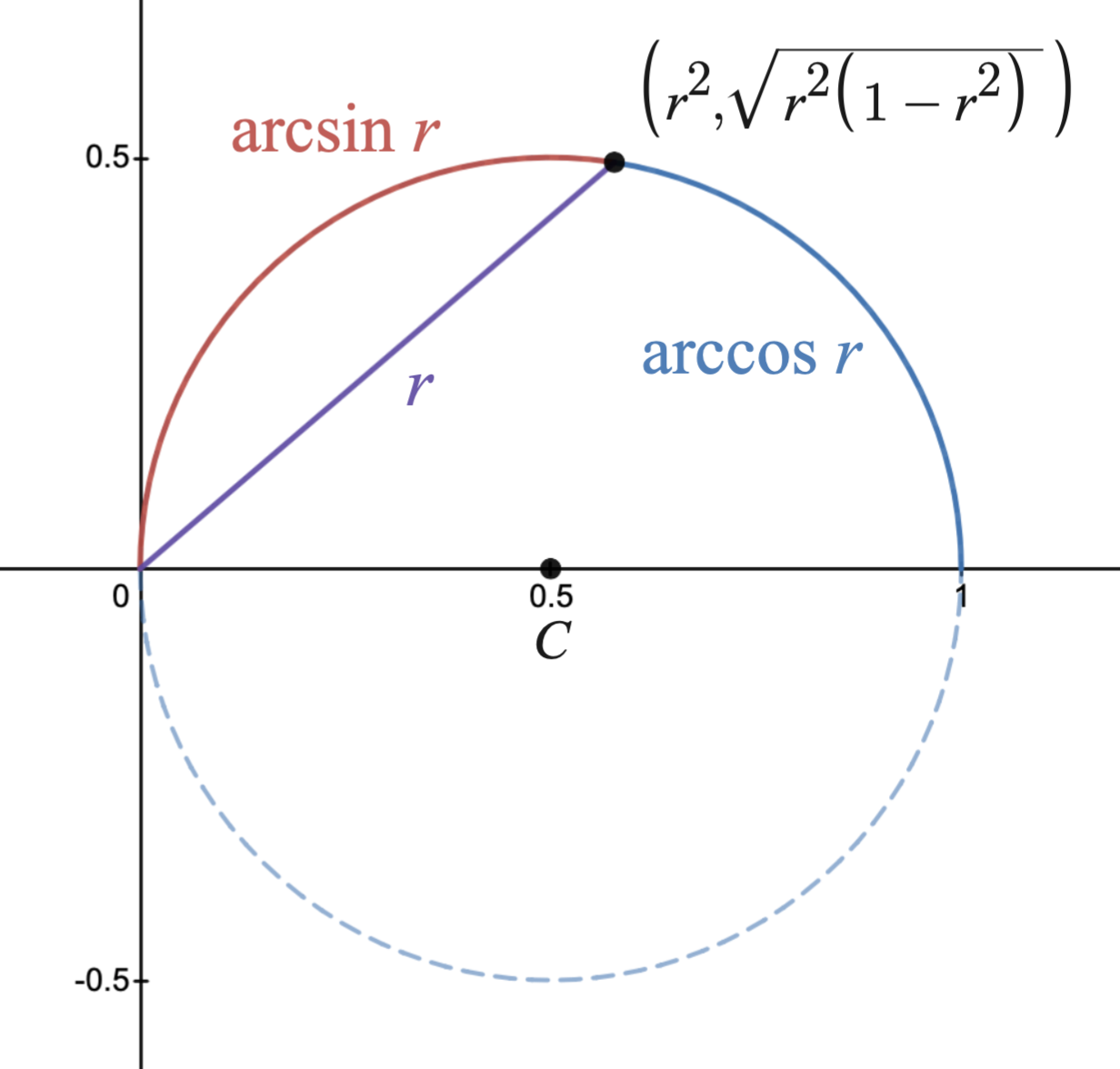
Тригонометричні функції синуса та косинуса аналогічно пов'язують довжину дуги кола одиничного діаметра з відстанню від кінцевої точки до початку координат.

Лемніската Бернулі з напівшириною 1 є геометричним місцем точок на площині таких, що добуток відстані від яких до двох фокусних точок {\displaystyle F_{1}={\big (}-{\tfrac {1}{\sqrt {2}}},0{\big )}} та {\displaystyle F_{2}={\big (}{\tfrac {1}{\sqrt {2}}},0{\big )}} є константа {\displaystyle {\tfrac {1}{2}}}.
Це є плоска крива четвертого порядку, що задовольняє рівняння {\displaystyle r^{2}=\cos 2\theta } в полярних координатах або рівняння {\displaystyle {\big (}x^{2}+y^{2}{\big )}^{2}=x^{2}-y^{2}} в декартових координатах.
Точки на лемніскаті на відстані {\displaystyle r} від початку координат є перетинами кола {\displaystyle x^{2}+y^{2}=r^{2}} та гіперболи {\displaystyle x^{2}-y^{2}=r^{4}}.
Точка перетину у першій чверті має наступні декартові координати:
{\displaystyle {\big (}x(r),y(r){\big )}={\bigg (}{\sqrt {{\tfrac {1}{2}}r^{2}{\big (}1+r^{2}{\big )}}},{\sqrt {{\tfrac {1}{2}}r^{2}{\big (}1-r^{2}{\big )}}}{\bigg )}.}
Використовуючи параметризацію з {\displaystyle r\in [0,1]} для чверті лемніскати, довжину кривої від початку координат до точки {\displaystyle {\big (}x(r),y(r){\big )}} дорівнює:
{\displaystyle \int _{0}^{r}{\sqrt {x'(t)^{2}+y'(t)^{2}}}\,{\rm {d}}t=\int _{0}^{r}{\sqrt {{\frac {(1+2t^{2})^{2}}{2(1+t^{2})}}+{\frac {(1-2t^{2})^{2}}{2(1-t^{2})}}}}\,{\rm {d}}t=\int _{0}^{r}{\frac {{\rm {d}}t}{\sqrt {1-t^{4}}}}=\operatorname {arcsl} r.}
Аналогічно, довжина кривої від точки {\displaystyle (1,0)} до точки {\displaystyle {\big (}x(r),y(r){\big )}} дорівнює:
{\displaystyle \int _{r}^{1}{\sqrt {x'(t)^{2}+y'(t)^{2}}}{\rm {d}}t=\int _{r}^{1}{\frac {{\rm {d}}t}{\sqrt {1-t^{4}}}}=\operatorname {arccl} r={\tfrac {1}{2}}\varpi -\operatorname {arcsl} r.}
Або у зворотньому порядку, за допомогою лемніскатних функцій синуса та косинуса визначають відстань від початку координат як функції довжини кривої, відповідно від початку координат до точки {\displaystyle (1,0)}.
Аналогічно, функції синуса та косинуса пов'язують довжину хорди з довжиною кривої в колі одиничного діаметра, яке задається рівнянням {\displaystyle r=\cos \theta } в полярних координатах, або рівнянням {\displaystyle x^{2}+y^{2}=x} в декартових координатах, використовуючи вищезгадані аргументи, але з параметризацією:
{\displaystyle {\big (}x(r),y(r){\big )}={\biggl (}r^{2},{\sqrt {r^{2}{\bigl (}1-r^{2}{\bigr )}}}{\biggr )}.}
Лемніскатний інтеграл та лемніскатні функції задовольняють тотожності подвійного аргументу, яку запропонував Фаньяно у 1718 році:
{\displaystyle \int _{0}^{z}{\frac {{\rm {d}}t}{\sqrt {1-t^{4}}}}=2\int _{0}^{u}{\frac {{\rm {d}}t}{\sqrt {1-t^{4}}}},}
якщо
{\displaystyle z={\frac {2u{\sqrt {1-u^{4}}}}{1+u^{4}}}\quad {\text{та}}\quad 0\leq u\leq {\sqrt {{\sqrt {2}}-1}}.}
Пізніше математики узагальнили цей результат.
За аналогією з конструктивними багатокутниками на колі лемніскату можна розділити на {\displaystyle n} сегментів однакової довжини дуг, використовуючи тільки циркуль та лінійку тоді й лише тоді, коли {\displaystyle n} має вигляд {\displaystyle n=2^{k}p_{1}p_{2}\cdots p_{m}}, де {\displaystyle k} — натуральне число, а всі {\displaystyle p_{j}} (якщо є) — різні числа Ферма.
«Необхідність» в теоремі була доведена Нільсом Абелем в 1827—1828 роках, а «достатність» була доведена Майклом Розеном в 1981 році.
Еквівалентно, лемніскату можна розділити на {\displaystyle n} сегментів рівної довжини дуг, використовуючи тільки циркуль та лінійку, тоді й лише тоді, коли {\displaystyle \log _{2}\varphi (n)} є натуральним числом (де {\displaystyle \varphi (n)} є функцією Ейлера).
Лемніската не вважається намальованою, а теорема відноситься лише до побудови точок поділу.
Нехай {\displaystyle r_{j}=\operatorname {sl} {\tfrac {2j\varpi }{n}}}, тоді {\displaystyle n} точками поділу для лемніскати {\displaystyle (x^{2}+y^{2})^{2}=x^{2}-y^{2}} є
{\displaystyle \left(r_{j}{\sqrt {\frac {1+r_{j}^{2}}{2}}},(-1)^{\left\lfloor {\frac {1}{2}}-{\frac {2j}{n}}\right\rfloor }r_{j}{\sqrt {\frac {1-r_{j}^{2}}{2}}}\right),\quad j\in \{1,2,\ldots ,n\},}
де {\displaystyle \lfloor \cdot \rfloor } — функція підлоги.
Нижче наведені деякі частинні значення для {\displaystyle \operatorname {sl} {\tfrac {2\varpi }{n}}}.

### Довжина дуги кривої пружного деформування

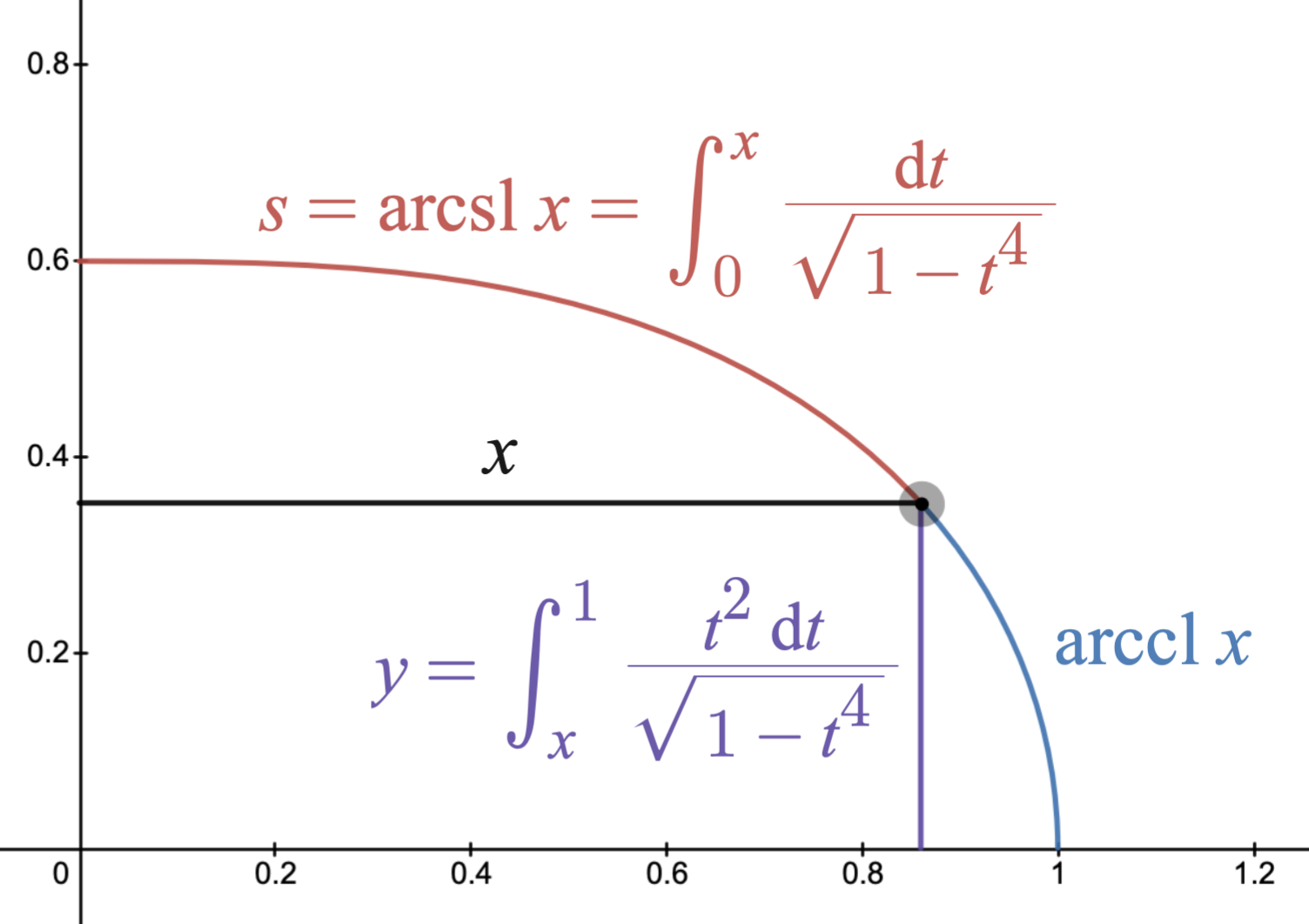
Лемніскатна функція синуса пов'язує довжину дуги з координатою кривої пружного деформування.

Обернена функція лемніскати синуса описує довжину {\displaystyle s} дуги відносно координати {\displaystyle x} кривої пружного деформування.
Ця крива має координату {\displaystyle y} і довжину дуги:
{\displaystyle y=\int _{x}^{1}{\frac {t^{2}\,{\rm {d}}t}{\sqrt {1-t^{4}}}},\quad s=\operatorname {arcsl} x=\int _{0}^{x}{\frac {{\rm {d}}t}{\sqrt {1-t^{4}}}}.}
Крива пружного деформування є розв'язком задачі, яку запропонував Якоб Бернуллі в 1691 для опису форм ідеалізованого гнучкого стержня, зафіксованого у вертикальному положенні у нижньому кінці і який відтягується від верхнього кінця до горизонтально положення.
Запропонований Бернуллі розв'язок став основою теорії балки Ейлера--Бернуллі, яка була розроблена Ейлером в 18 столітті.

### Лемніскатна константа

Функція на комплексній площині. На рисунку видно, що фундаментальні періоди та є «мінімальними», тобто мають найменше абсолютне значення з всіх періодів, дійсна частина яких невід'ємна.

Лемніскатні функції мають мінімальний період {\displaystyle 2\varpi } і фундаментальні комплексні періоди {\displaystyle (1+{\rm {i}})\varpi } та {\displaystyle (1-{\rm {i}})\varpi } для константи {\displaystyle \varpi } (у позначеннях Гауса), яку називають лемніскатною константою,
{\displaystyle {\begin{aligned}\varpi &=2\int _{0}^{1}{\frac {{\rm {d}}t}{\sqrt {1-t^{4}}}}={\sqrt {2}}\int _{0}^{\infty }{\frac {{\rm {d}}t}{\sqrt {1+t^{4}}}}=\int _{0}^{1}{\frac {{\rm {d}}t}{\sqrt {t-t^{3}}}}\\&=4\int _{0}^{\infty }\left({\sqrt[{4}]{1+t^{4}}}-t\right)\,{\rm {d}}t=2{\sqrt {2}}\int _{0}^{1}{\sqrt[{4}]{1-t^{4}}}\mathop {{\rm {d}}t} =3\int _{0}^{1}{\sqrt {1-t^{4}}}\,{\rm {d}}t\\&=2K({\rm {i}})={\tfrac {1}{2}}\mathrm {B} {\bigl (}{\tfrac {1}{4}},{\tfrac {1}{2}}{\bigr )}={\frac {\Gamma (1/4)^{2}}{2{\sqrt {2\pi }}}}={\sqrt {\pi }}{\rm {e}}^{\beta '(0)}={\frac {2-{\sqrt {2}}}{4}}{\frac {\zeta (3/4)^{2}}{\zeta (1/4)^{2}}}\\&=2{,}62205\;75542\;92119\;81046\;48395\;89891\;11941\ldots ,\end{aligned}}}
де {\displaystyle K} — повний еліптичний інтеграл першого роду з модулем {\displaystyle k}, {\displaystyle {\rm {B}}} —— бета-функція, {\displaystyle \gamma } — гамма-функція, {\displaystyle \beta '} — похідна бета-функції Діріхле, {\displaystyle \varsigma } — дзета-функція Рімана. Однак іноді величину {\displaystyle 2\varpi } називають лемніскатною константою, і одна з «лемніскатних констант» Джона Тодда — це величина {\displaystyle \varpi /2}.
Тут використовується лише позначення Гауса для опису лемніскатної константи.
Геометрично, {\displaystyle \varpi } є відношенням периметра лемніскати Бернуллі до її діаметра.
Трансцендентність лемніскатної константи була доведена Теодором Шнайдером в 1937 році.
У 1975 році Григорій Чудновський довів, що {\displaystyle \pi } і {\displaystyle \varpi } є алгебраїчно незалежними над полем {\displaystyle \mathbb {Q} }.
Пов'язана константа {\displaystyle G=\varpi /\pi =0{,}8346\ldots } є константою Гаусса.

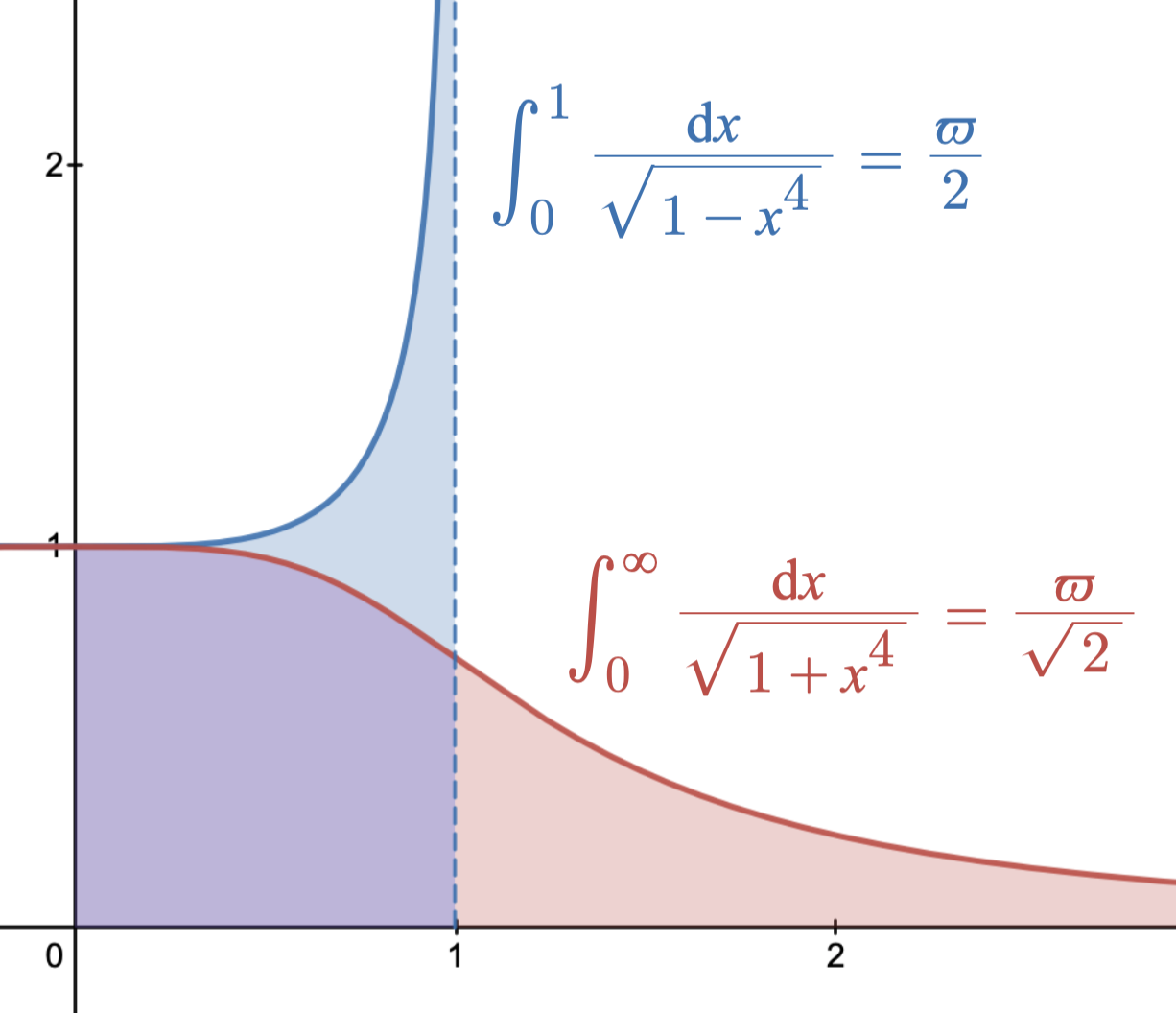
Геометричне зображення констант та.

Лемніскатні функції задовольняють основне співвідношення{\displaystyle \operatorname {cl} z=\operatorname {sl} {\bigl (}{\tfrac {1}{2}}\varpi -z{\bigr )}.}
Крім того, константа {\displaystyle \varpi } пов'язана з площею під кривою {\displaystyle x^{4}+y^{4}=1}.
Нехай {\displaystyle \pi _{n}:={\rm {B}}{\bigl (}{\tfrac {1}{n}},{\tfrac {1}{n}}{\bigr )}}, тоді подвійна площа в першій чверті під кривою {\displaystyle x^{n}+y^{n}=1} дорівнює {\displaystyle 2\int _{0}^{1}{\sqrt[{n}]{1-x^{n}}}\,{\rm {d}}x={\tfrac {1}{n}}\pi _{n}.}
У випадку рівняння четвертого порядку: {\displaystyle {\tfrac {1}{4}}\pi _{4}={\tfrac {1}{\sqrt {2}}}\varpi }.
У 1738 році Ейлер відкрив, що для кривої пружного деформування:
{\displaystyle {\begin{aligned}\operatorname {arc} \operatorname {length} \cdot \operatorname {height} =\int _{0}^{1}{\frac {{\rm {d}}x}{\sqrt {1-x^{4}}}}\cdot \int _{0}^{1}{\frac {x^{2}\,{\rm {d}}x}{\sqrt {1-x^{4}}}}={\frac {\varpi }{2}}\cdot {\frac {\pi }{2\varpi }}={\frac {\pi }{4}}.\end{aligned}}}
Формула Вієта для числа {\displaystyle \pi } може бути записана як
{\displaystyle {\begin{aligned}{\frac {2}{\pi }}={\sqrt {\frac {1}{2}}}\cdot {\sqrt {{\frac {1}{2}}+{\frac {1}{2}}{\sqrt {\frac {1}{2}}}}}\cdot {\sqrt {{\frac {1}{2}}+{\frac {1}{2}}{\sqrt {{\frac {1}{2}}+{\frac {1}{2}}{\sqrt {\frac {1}{2}}}}}}}\cdots .\end{aligned}}}
Аналогічна формула для {\displaystyle \varpi }:
{\displaystyle {\begin{aligned}{\frac {2}{\varpi }}={\sqrt {\frac {1}{2}}}\cdot {\sqrt {{\frac {1}{2}}+{\frac {1}{2}}{\bigg /}{\sqrt {\frac {1}{2}}}}}\cdot {\sqrt {{\frac {1}{2}}+{\frac {1}{2}}{\Bigg /}{\sqrt {{\frac {1}{2}}+{\frac {1}{2}}/{\sqrt {\frac {1}{2}}}}}}}\cdots .\end{aligned}}}
Формула Валіса для {\displaystyle \pi }:
{\displaystyle {\begin{aligned}{\frac {\pi }{2}}&=\prod _{n=1}^{\infty }\left(1+{\frac {1}{n}}\right)^{(-1)^{n+1}}\\&=\prod _{n=1}^{\infty }\left({\frac {2n}{2n-1}}\cdot {\frac {2n}{2n+1}}\right)={\biggl (}{\frac {2}{1}}\cdot {\frac {2}{3}}{\biggr )}{\biggl (}{\frac {4}{3}}\cdot {\frac {4}{5}}{\biggr )}{\biggl (}{\frac {6}{5}}\cdot {\frac {6}{7}}{\biggr )}\cdots .\end{aligned}}}
Аналогічна формула для {\displaystyle \varpi }:
{\displaystyle {\begin{aligned}{\frac {\varpi }{2}}&=\prod _{n=1}^{\infty }\left(1+{\frac {1}{2n}}\right)^{(-1)^{n+1}}=\prod _{n=1}^{\infty }\left({\frac {4n-1}{4n-2}}\cdot {\frac {4n}{4n+1}}\right)=\\&={\biggl (}{\frac {3}{2}}\cdot {\frac {4}{5}}{\biggr )}{\biggl (}{\frac {7}{6}}\cdot {\frac {8}{9}}{\biggr )}{\biggl (}{\frac {11}{10}}\cdot {\frac {12}{13}}{\biggr )}\cdots .\end{aligned}}}
Пов'язаною з цим результатом є формула:
{\displaystyle {\begin{aligned}{\frac {\varpi }{\pi }}=\prod _{n=1}^{\infty }\left({\frac {4n-1}{4n}}\cdot {\frac {4n+2}{4n+1}}\right)={\biggl (}{\frac {3}{4}}\cdot {\frac {6}{5}}{\biggr )}{\biggl (}{\frac {7}{8}}\cdot {\frac {10}{9}}{\biggr )}{\biggl (}{\frac {11}{12}}\cdot {\frac {14}{13}}{\biggr )}\cdots .\end{aligned}}}
Нескінченний ряд для {\displaystyle \varpi /\pi } отриманий Гауссом має вигляд:
{\displaystyle {\begin{aligned}{\frac {\varpi }{\pi }}=\sum _{n=0}^{\infty }(-1)^{n}\prod _{k=1}^{n}{\frac {(2k-1)^{2}}{(2k)^{2}}}=1-{\frac {1^{2}}{2^{2}}}+{\frac {1^{2}\cdot 3^{2}}{2^{2}\cdot 4^{2}}}-{\frac {1^{2}\cdot 3^{2}\cdot 5^{2}}{2^{2}\cdot 4^{2}\cdot 6^{2}}}+\cdots .\end{aligned}}}
Формула Мачіна для {\displaystyle \pi } має вигляд {\displaystyle {\tfrac {1}{4}}\pi =4\operatorname {arctg} {\tfrac {1}{5}}-\operatorname {arctg} {\tfrac {1}{239}}}, і декілька аналогічних формул для {\displaystyle \pi } можна отримати з використанням тригонометричних формул для суми кутів, наприклад, формула Ейлера {\displaystyle {\tfrac {1}{4}}\pi =\operatorname {arctg} {\tfrac {1}{2}}+\operatorname {arctg} {\tfrac {1}{3}}.}
Аналогічні формули можна записати і для {\displaystyle \varpi }, включаючи ті, що знайшов Гаусс:{\displaystyle {\tfrac {1}{2}}\varpi =2\operatorname {arcsl} {\tfrac {1}{2}}+\operatorname {arcsl} {\tfrac {7}{23}}.}
Лемніскатну константу можна швидко обчислити за допомогою ряду:
{\displaystyle {\begin{aligned}\varpi =2^{-1/2}\pi \left(\sum _{n\in \mathbb {Z} }{\rm {e}}^{-\pi n^{2}}\right)^{2}=2^{1/4}\pi {\rm {e}}^{-\pi /12}\left(\sum _{n\in \mathbb {Z} }(-1)^{n}{\rm {e}}^{-\pi p_{n}}\right)^{2},\end{aligned}}}
де {\displaystyle p_{n}=(3n^{2}-n)/2} (для {\displaystyle n\geq 1}, це п'ятикутне число), або з використанням середнього арифметико-геометричного {\displaystyle \operatorname {M} }:
{\displaystyle {\begin{aligned}\varpi ={\frac {\pi }{\operatorname {M} {\big (}1,{\sqrt {2}}{\big )}}}.\end{aligned}}}
У дусі аналогічному до базельської задачі можна записати наступну формулу:
{\displaystyle {\begin{aligned}\sum _{z\in \mathbb {Z} [{\rm {i}}]\setminus \{0\}}{\frac {1}{z^{4}}}=G_{4}({\rm {i}})={\frac {\varpi ^{4}}{15}},\end{aligned}}}
де {\displaystyle \mathbb {Z} [{\rm {i}}]} — гауссові числа, {\displaystyle G_{4}(\tau )} — ряд Ейзенштейна з вагою 4.

### Нулі, полюси і симетрії
При зсуві на {\displaystyle {\tfrac {1}{2}}\varpi } лемніскатні функції {\displaystyle \operatorname {cl} } і {\displaystyle \operatorname {sl} } переходять одна в одну, а при зсуві на {\displaystyle {\tfrac {1}{2}}{\rm {i}}\varpi } функції є додатково повернутими та взаємооберненими:
{\displaystyle {\begin{alignedat}{3}&\operatorname {cl} {\bigl (}z\pm {\tfrac {1}{2}}\varpi {\bigr )}=\mp \operatorname {sl} z,\quad &&\operatorname {cl} {\bigl (}z\pm {\tfrac {1}{2}}{\rm {i}}\varpi {\bigr )}={\frac {\mp {\rm {i}}}{\operatorname {sl} z}},\\&\operatorname {sl} {\bigl (}z\pm {\tfrac {1}{2}}\varpi {\bigr )}=\pm \operatorname {cl} z,\quad &&\operatorname {sl} {\bigl (}z\pm {\tfrac {1}{2}}{\rm {i}}\varpi {\bigr )}={\frac {\pm {\rm {i}}}{\operatorname {cl} z}}.\end{alignedat}}}
Подвоєння цих зсувів одиничними елементами гауссових цілих чисел кратних {\displaystyle \varpi } (тобто {\displaystyle \pm \varpi } або {\displaystyle \pm {\rm {i}}\varpi }) приводить до зміни знаку функцій (інволюції):
{\displaystyle {\begin{aligned}\operatorname {cl} (z+\varpi )=\operatorname {cl} (z+{\rm {i}}\varpi )=-\operatorname {cl} z,\\\operatorname {sl} (z+\varpi )=\operatorname {sl} (z+{\rm {i}}\varpi )=-\operatorname {sl} z.\end{aligned}}}
Як наслідок, обидві функції інваріантні відносно зсуву на парне гаусове ціле число кратне {\displaystyle \varpi }. Тобто, перестановка {\displaystyle (a+b{\rm {i}})\varpi } {\displaystyle a+b=2k} для цілих чисел {\displaystyle a}, {\displaystyle b}, {\displaystyle k}:
{\displaystyle {\begin{aligned}&\operatorname {cl} {\bigl (}z+(1+{\rm {i}})\varpi {\bigr )}=\operatorname {cl} {\bigl (}z+(1-{\rm {i}})\varpi {\bigr )}=\operatorname {cl} z,\\&\operatorname {sl} {\bigl (}z+(1+{\rm {i}})\varpi {\bigr )}=\operatorname {sl} {\bigl (}z+(1-{\rm {i}})\varpi {\bigr )}=\operatorname {sl} z.\end{aligned}}}
Це робить їх еліптичними функціями (двічі періодичні мероморфні функції в комплексній площині) з діагонально-квадратною періодичною ґраткою фундаментальних періодів {\displaystyle (1+{\rm {i}})\varpi } та {\displaystyle (1-{\rm {i}})\varpi }.
Еліптичні функції з періодичною квадратною ґраткою більш симетричні, ніж довільні еліптичні функції, що слідують симетрії ґратки.
Віддзеркалення і повороти на чверть обороту аргументів лемніскатної функції мають прості вирази:
{\displaystyle {\begin{aligned}&\operatorname {cl} {\bar {z}}={\overline {\operatorname {cl} z}},\\&\operatorname {sl} {\bar {z}}={\overline {\operatorname {sl} z}},\\&\operatorname {cl} {\rm {i}}z={\frac {1}{\operatorname {cl} z}},\\&\operatorname {sl} {\rm {i}}z={\rm {i}}\operatorname {sl} z.\end{aligned}}}
Функція {\displaystyle \operatorname {sl} } має прості нулі в гаусових цілих числах кратних {\displaystyle \varpi }, комплексних числах вигляду {\displaystyle a\varpi +b\varpi {\rm {i}}} для цілих чисел {\displaystyle a} і {\displaystyle b}.
Вона має прості полюси у гаусових напівцілих числах кратних {\displaystyle \varpi }, комплексних числах вигляду {\displaystyle {\bigl (}a+{\tfrac {1}{2}}{\bigr )}\varpi +{\bigl (}b+{\tfrac {1}{2}}{\bigr )}\varpi {\rm {i}}} з лишком {\displaystyle (-1)^{a-b+1}{\rm {i}}}.
Функція {\displaystyle \operatorname {cl} } віддзеркалюється і зміщується від функції {\displaystyle \operatorname {sl} }, {\displaystyle \operatorname {cl} z=\operatorname {sl} {\bigl (}{\tfrac {1}{2}}\varpi -z{\bigr )}}.
Вона має нулі при аргументах {\displaystyle {\bigl (}a+{\tfrac {1}{2}}{\bigr )}\varpi +b\varpi {\rm {i}}} і полюси при аргументах {\displaystyle a\varpi +{\bigl (}b+{\tfrac {1}{2}}{\bigr )}\varpi {\rm {i}}} з лишками {\displaystyle (-1)^{a-b}{\rm {i}}}.
Оскільки лемніскатний синус є мероморфною функцією, то його можна записати як відношення голоморфних функцій.
Гаусс показав, що функція {\displaystyle \operatorname {sl} } має наступний розклад через добутки, який відображає розподіл його нулів і полюсів:
{\displaystyle {\begin{aligned}\operatorname {sl} z={\frac {M(z)}{N(z)}},\end{aligned}}}
де
{\displaystyle {\begin{aligned}M(z)=z\prod _{\alpha }\left(1-{\frac {z^{4}}{\alpha ^{4}}}\right),\quad N(z)=\prod _{\beta }\left(1-{\frac {z^{4}}{\beta ^{4}}}\right).\end{aligned}}}
Тут, {\displaystyle \alpha } і {\displaystyle \beta } — відповідно нулі та полюси функції {\displaystyle \operatorname {sl} }, які знаходяться у першій чверті {\displaystyle \operatorname {Re} z>0}, {\displaystyle \operatorname {Im} z\geq 0}.
Гаусс висунув гіпотезу, що {\displaystyle \ln N(\varpi )=\pi /2} (пізніше це було доведено), і зауважив, що це «чудова властивість і її доведення обіцяє серйозний прогрес в аналізі».
Існують також нескінченні ряди, що відображають розподіл нулів і полюсів функції {\displaystyle \operatorname {sl} }:
{\displaystyle {\begin{aligned}&{\frac {1}{\operatorname {sl} z}}=\sum _{(n,k)\in \mathbb {Z} ^{2}}{\frac {(-1)^{n+k}}{z+n\varpi +k\varpi {\rm {i}}}},\\&\operatorname {sl} z=-{\rm {i}}\sum _{(n,k)\in \mathbb {Z} ^{2}}{\frac {(-1)^{n+k}}{z+(n+1/2)\varpi +(k+1/2)\varpi {\rm {i}}}}.\end{aligned}}}

### Тотожність піфагорійського типу

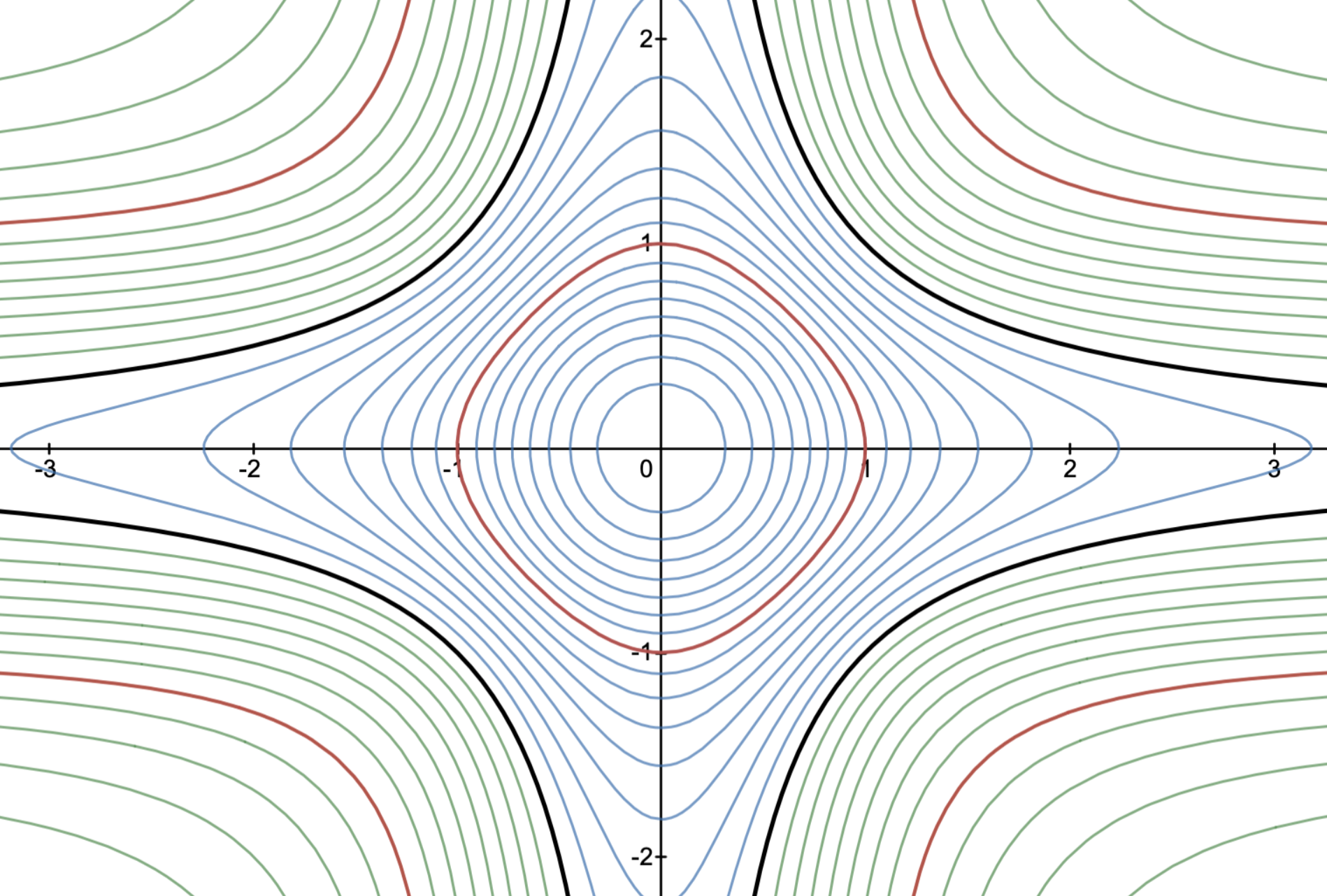
Криві при різних значеннях : для від'ємних — зелені, для додатних — сині, — червоні, — чорні.

Лемніскатні функції задовольняють тотожність піфагорійського типу:
{\displaystyle {\begin{aligned}\operatorname {cl} ^{2}z+\operatorname {sl} ^{2}z+\operatorname {cl} ^{2}z\operatorname {sl} ^{2}z=1.\end{aligned}}}
Як результат, {\displaystyle (x,y)=(\operatorname {cl} t,\operatorname {sl} t)} — параметричне рівняння для кривої четвертого порядку {\displaystyle x^{2}+y^{2}+x^{2}y^{2}=1}.
Цю тотожність можна також представити як
{\displaystyle {\begin{aligned}&{\bigl (}1+\operatorname {cl} ^{2}z{\bigr )}{\bigl (}1+\operatorname {sl} ^{2}z{\bigr )}=2,\\&\operatorname {cl} ^{2}z={\frac {1-\operatorname {sl} ^{2}z}{1+\operatorname {sl} ^{2}z}},\quad \operatorname {sl} ^{2}z={\frac {1-\operatorname {cl} ^{2}z}{1+\operatorname {cl} ^{2}z}}.\end{aligned}}}
Позначивши оператор тангенса суми як {\displaystyle a\oplus b:=\operatorname {tg} (\operatorname {arctg} a+\operatorname {arctg} b)}, отримуємо
{\displaystyle {\begin{aligned}\operatorname {cl} ^{2}z\oplus \operatorname {sl} ^{2}z=1.\end{aligned}}}

### Похідні та інтеграли
Похідні:
{\displaystyle {\begin{aligned}&{\frac {\mathrm {d} }{\mathrm {d} z}}\operatorname {cl} z=\operatorname {cl} 'z=-{\bigl (}1+\operatorname {cl} ^{2}z{\bigr )}\operatorname {sl} z=-{\frac {2\operatorname {sl} z}{\operatorname {sl} ^{2}z+1}},\\&\operatorname {cl} '^{2}z=1-\operatorname {cl^{4}} z,\\&{\frac {\rm {d}}{{\rm {d}}z}}\operatorname {sl} z=\operatorname {sl} 'z={\bigl (}1+\operatorname {sl} ^{2}z{\bigr )}\operatorname {cl} z={\frac {2\operatorname {cl} z}{\operatorname {cl} ^{2}z+1}},\\&\operatorname {sl} '^{2}z=1-\operatorname {sl} ^{4}z.\end{aligned}}}
Другі похідні лемніскатних функцій синуса і косинуса є їх від'ємними подвійними кубами:
{\displaystyle {\begin{aligned}{\frac {{\rm {d}}^{2}}{{\rm {d}}z^{2}}}\operatorname {cl} z=-2\operatorname {cl} ^{3}z,\\{\frac {{\rm {d}}^{2}}{{\rm {d}}z^{2}}}\operatorname {sl} z=-2\operatorname {sl} ^{3}z.\end{aligned}}}
Інтеграли від лемніскатні функції виражаються через функцію арктангенс:
{\displaystyle {\begin{aligned}&\int \operatorname {cl} z\,{\rm {d}}z=\operatorname {arctg} \operatorname {sl} z+C,\\&\int \operatorname {sl} z\,{\rm {d}}z=-\operatorname {arctg} \operatorname {cl} z+C.\end{aligned}}}

### Сума аргументів і деякі тотожності
Як і тригонометричні функції, леменіскатні функції задовольняють тотожності для суми і різниці аргументів.
Оригінальна тотожність, яку використовував Фаньяно для поділу навпіл лемніскати, має наступний вигляд:
{\displaystyle {\begin{aligned}\operatorname {sl} (u+v)={\frac {\operatorname {sl} u\operatorname {sl} 'v+\operatorname {sl} v\operatorname {sl} 'u}{1+\operatorname {sl} ^{2}u\operatorname {sl} ^{2}v}}.\end{aligned}}}
З використанням похідних і тотожності піфагорійського типу можна записати тотожність Фаньяно в термінах функцій {\displaystyle \operatorname {sl} } і {\displaystyle \operatorname {cl} }.
Визначаючи оператор тангенса суми {\displaystyle a\oplus b:=\operatorname {tg} (\operatorname {arctg} a+\operatorname {arctg} b)} і оператор тангенса різниці {\displaystyle a\ominus b:=a\oplus (-b)}, формули для суми і різниці аргументів можуть бути представлені як
{\displaystyle {\begin{aligned}&\operatorname {cl} (u+v)=\operatorname {cl} u\operatorname {cl} v\ominus \operatorname {sl} u\operatorname {sl} v={\frac {\operatorname {cl} u\operatorname {cl} v-\operatorname {sl} u\operatorname {sl} v}{1+\operatorname {sl} u\operatorname {cl} u\operatorname {sl} v\operatorname {cl} v}},\\&\operatorname {cl} (u-v)=\operatorname {cl} u\operatorname {cl} v\oplus \operatorname {sl} u\ \operatorname {sl} v,\\&\operatorname {sl} (u+v)=\operatorname {sl} u\operatorname {cl} v\oplus \operatorname {cl} u\operatorname {sl} v={\frac {\operatorname {sl} u\operatorname {cl} v+\operatorname {cl} u\operatorname {sl} v}{1-\operatorname {sl} u\operatorname {cl} u\operatorname {sl} v\operatorname {cl} v}},\\&\operatorname {sl} (u-v)=\operatorname {sl} u\operatorname {cl} v\ominus \operatorname {cl} u\operatorname {sl} v.\end{aligned}}}
Вони нагадують відповідні тригонометричні аналоги:
{\displaystyle {\begin{aligned}\cos(u\pm v)=\cos u\cos v\mp \sin u\sin v,\\\sin(u\pm v)=\sin u\cos v\pm \cos u\sin v.\end{aligned}}}
Формули половинного аргументу:
{\displaystyle {\begin{aligned}\operatorname {cl} ^{2}{\tfrac {1}{2}}x={\frac {1+\operatorname {cl} x{\sqrt {1+\operatorname {sl} ^{2}x}}}{{\sqrt {1+\operatorname {sl} ^{2}x}}+1}},\\\operatorname {sl} ^{2}{\tfrac {1}{2}}x={\frac {1-\operatorname {cl} x{\sqrt {1+\operatorname {sl} ^{2}x}}}{{\sqrt {1+\operatorname {sl} ^{2}x}}+1}}.\end{aligned}}}
Формули подвійного аргументу:
{\displaystyle {\begin{aligned}&\operatorname {cl} 2x={\frac {-1+2\operatorname {cl} ^{2}x+\operatorname {cl} ^{4}x}{1+2\operatorname {cl} ^{2}x-\operatorname {cl} ^{4}x}},\\&\operatorname {sl} 2x=2\operatorname {sl} x\operatorname {cl} x{\frac {1+\operatorname {sl} ^{2}x}{1+\operatorname {sl} ^{4}x}}.\end{aligned}}}
Формули потрійного аргументу:
{\displaystyle {\begin{aligned}&\operatorname {cl} 3x={\frac {-3\operatorname {cl} x+6\operatorname {cl} ^{5}x+\operatorname {cl} ^{9}x}{1+6\operatorname {cl} ^{4}x-3\operatorname {cl} ^{8}x}},\\&\operatorname {sl} 3x={\frac {3\operatorname {sl} x-6\operatorname {sl} ^{5}x-\operatorname {sl} ^{9}x}{1+6\operatorname {sl} ^{4}x-3\operatorname {sl} ^{8}x}}.\end{aligned}}}

### Лемнатомні многочлени
Нехай {\displaystyle L} — ґратка вигляду:
{\displaystyle {\begin{aligned}L=\mathbb {Z} (1+{\rm {i}})\varpi +\mathbb {Z} (1-{\rm {i}})\varpi .\end{aligned}}}
Крім того, нехай {\displaystyle K=\mathbb {Q} ({\rm {i}})}, {\displaystyle {\mathcal {O}}=\mathbb {Z} [{\rm {i}}]}, {\displaystyle z\in \mathbb {C} }, {\displaystyle \beta =m+{\rm {i}}n}, {\displaystyle {\gamma }=m'+{\rm {i}}n'} (де {\displaystyle m,n,m',n'\in \mathbb {Z} }), {\displaystyle m+n} та {\displaystyle m'+n'} — непарні, {\displaystyle {\gamma }\equiv 1\ {\rm {mod}}\ 2(1+{\rm {i}})} і {\displaystyle \operatorname {sl} \beta z=M_{\beta }(\operatorname {sl} z)}. Тоді
{\displaystyle {\begin{aligned}M_{\beta }(x)={\rm {i}}^{\varepsilon }x{\frac {P_{\beta }(x^{4})}{Q_{\beta }(x^{4})}}\end{aligned}}}
для деяких взаємно простих многочленів {\displaystyle P_{\beta }(x),Q_{\beta }(x)\in {\mathcal {O}}[x]} та деяких {\displaystyle \varepsilon \in \{0,1,2,3\}}, де
{\displaystyle {\begin{aligned}xP_{\beta }(x^{4})=\prod _{\gamma |\beta }\Lambda _{\gamma }(x),\end{aligned}}}
та
{\displaystyle {\begin{aligned}\Lambda _{\beta }(x)=\prod _{[\alpha ]\in ({\mathcal {O}}/\beta {\mathcal {O}})^{\times }}(x-\operatorname {sl} \alpha \delta _{\beta }),\end{aligned}}}
де {\displaystyle \delta _{\beta }} — будь-який генератор {\displaystyle \beta }-скруту (тобто {\displaystyle [\delta _{\beta }]\in (1/\beta )L}, і {\displaystyle [\delta _{\beta }]\in (1/\beta )L/L} породжує {\displaystyle (1/\beta )L/L} як {\displaystyle {\mathcal {O}}}-модуль).
Прикладами генераторів {\displaystyle \beta }-скруту є {\displaystyle 2\varpi /\beta } та {\displaystyle (1+{\rm {i}})\varpi /\beta }.
Многочлен {\displaystyle \Lambda _{\beta }(x)\in {\mathcal {O}}[x]} називається {\displaystyle \beta }-лемнатомним многочленом.
Це мономорфізм, має степінь {\displaystyle \left|({\mathcal {O}}/\beta {\mathcal {O}})^{\times }\right|}, і є незвідним над полем {\displaystyle \mathbb {K} }.
Лемнатомний многочлен є «лемніскатним аналогом» многочлену поділу кола,
{\displaystyle {\begin{aligned}\Phi _{n}(x)=\prod _{[a]\in (\mathbb {Z} /n\mathbb {Z} )^{\times }}\left(x-{\rm {e}}^{2a\pi {\rm {i}}/n}\right).\end{aligned}}}
{\displaystyle \beta }-лемнатомний многочлен {\displaystyle \Lambda _{\beta }(x)} є мінімальним многочленом для {\displaystyle \operatorname {sl} \delta _{\beta }} в {\displaystyle \mathbb {K} [x]}.
Наприклад, мінімальним многочленом для {\displaystyle \operatorname {sl} (2\varpi /5)} (а також для {\displaystyle \operatorname {sl} ((1+{\rm {i}})\varpi /5))} в {\displaystyle \mathbb {K} [x]} є
{\displaystyle {\begin{aligned}\Lambda _{5}(x)=x^{16}+52x^{12}-26x^{8}-12x^{4}+1,\end{aligned}}}
та
{\displaystyle {\begin{aligned}\operatorname {sl} {\frac {2\varpi }{5}}={\sqrt[{4}]{-13+6{\sqrt {5}}+2{\sqrt {85-38{\sqrt {5}}}}}}\end{aligned}}}
(еквівалентний вираз наведено в таблиці нижче). Іншим прикладом є
{\displaystyle {\begin{aligned}\Lambda _{-1+2{\rm {i}}}(x)=x^{4}-1+2{\rm {i}},\end{aligned}}}
що є мінімальним многочленом для {\displaystyle \operatorname {sl} (2\varpi /(-1+2{\rm {i}}))} (а також для {\displaystyle \operatorname {sl} ((1+{\rm {i}})\varpi /(-1+2{\rm {i}}))=\operatorname {sl} ((1-3{\rm {i}})\varpi /5)} в {\displaystyle \mathbb {K} [x]}.

### Частинні значення
Так само, як і для тригонометричних функцій, значення лемніскатних функцій можна обчислити для поділів лемніскати на {\displaystyle n} частин однакової довжини, використовуючи лише елементарну арифметику і квадратні корені, тоді й лише тоді, коли {\displaystyle n} має вигляд {\displaystyle n=2^{k}p_{1}p_{2}\cdots p_{m}}, де {\displaystyle k} — невід'ємне ціле число, і кожне {\displaystyle p_{\rm {i}}} (якщо є) — це різні прості числа Ферма.
Співвідношення стають громіздким по мірі зростання {\displaystyle n}.
Нижче наведено вирази для ділення лемніскати {\displaystyle (x^{2}+y^{2})^{2}=x^{2}-y^{2}} на {\displaystyle n} частин рівної довжини для деяких {\displaystyle n\leq 20}.
| {\displaystyle n}  | {\displaystyle \operatorname {cl} {\tfrac {2\varpi }{n}}}                                                                            | {\displaystyle \operatorname {sl} {\tfrac {2\varpi }{n}}}                                                                            |
| ------------------ | --- | --- |
| {\displaystyle 2}  | {\displaystyle -1} | {\displaystyle 0} |
| {\displaystyle 4}  | {\displaystyle 0} | {\displaystyle 1} |
| {\displaystyle 5}  | {\displaystyle {\tfrac {1}{2}}({\sqrt[{4}]{5}}-1)\left({\sqrt {{\sqrt {5}}+2}}-1\right)}                                             | {\displaystyle {\tfrac {1}{2{\sqrt[{4}]{2}}}}({\sqrt {5}}-1){\sqrt {{\sqrt[{4}]{20}}+{\sqrt {{\sqrt {5}}-1}}}}}                      |
| {\displaystyle 6}  | {\displaystyle {\tfrac {1}{2}}{\bigl (}{\sqrt {3}}+1-{\sqrt[{4}]{12}}{\bigr )}}                                                      | {\displaystyle {\sqrt[{4}]{2{\sqrt {3}}-3}}}                                                                                         |
| {\displaystyle 8}  | {\displaystyle {\sqrt {{\sqrt {2}}-1}}}                                                                                              | {\displaystyle {\sqrt {{\sqrt {2}}-1}}}                                                                                              |
| {\displaystyle 10} | {\displaystyle {\tfrac {1}{2}}{\bigl (}{\sqrt[{4}]{5}}-1{\bigr )}{\Bigl (}{\sqrt {{\sqrt {5}}+2}}+1{\Bigr )}}                        | {\displaystyle {\tfrac {1}{\sqrt {2}}}{\sqrt[{4}]{{\sqrt {5}}-2}}{\sqrt {{\sqrt {2{\bigl (}5-{\sqrt {5}}{\bigr )}}}+1-{\sqrt {5}}}}} |
| {\displaystyle 12} | {\displaystyle {\sqrt[{4}]{2{\sqrt {3}}-3}}}                                                                                         | {\displaystyle {\tfrac {1}{2}}{\bigl (}{\sqrt {3}}+1-{\sqrt[{4}]{12}}{\bigr )}}                                                      |
| {\displaystyle 16} | {\displaystyle {\sqrt {{\bigl (}{\sqrt[{4}]{2}}-1{\bigr )}{\Bigl (}{\sqrt {2}}+1+{\sqrt {2+{\sqrt {2}}}}{\Bigr )}}}}                 | {\displaystyle {\sqrt {{\bigl (}{\sqrt[{4}]{2}}-1{\bigr )}{\Bigl (}{\sqrt {2}}+1-{\sqrt {2+{\sqrt {2}}}}{\Bigr )}}}}                 |
| {\displaystyle 20} | {\displaystyle {\tfrac {1}{\sqrt {2}}}{\sqrt[{4}]{{\sqrt {5}}-2}}{\sqrt {{\sqrt {2{\bigl (}5-{\sqrt {5}}{\bigr )}}}-1+{\sqrt {5}}}}} | {\displaystyle {\tfrac {1}{2}}{\bigl (}{\sqrt[{4}]{5}}-1{\bigr )}{\Bigl (}{\sqrt {{\sqrt {5}}+2}}-1{\Bigr )}}                        |

### Степеневий ряд
Розклад в степеневий ряд функції лемніскати синуса у початку координат має вигляд:
{\displaystyle {\begin{aligned}\operatorname {sl} z=\sum _{n=0}^{\infty }a_{n}z^{n}=z-{\tfrac {1}{10}}z^{5}+{\tfrac {1}{120}}z^{9}-{\tfrac {11}{15600}}z^{13}+\cdots ,\quad z\in \mathbb {C} ,\quad |z|<{\tfrac {\varpi }{\sqrt {2}}},\end{aligned}}}
де коефіцієнти {\displaystyle a_{n}}визначаються як
{\displaystyle {\begin{aligned}&n\not \equiv 1\ ({\rm {mod}}\ {4})\implies a_{n}=0,\\&a_{1}=1,\ \forall n\in \mathbb {N} _{0}\colon \ a_{n+2}=-{\frac {2}{(n+1)(n+2)}}\sum _{i+j+k=n}a_{i}a_{j}a_{k},\end{aligned}}}
де {\displaystyle i+j+k=n} позначає всі тричленні композиції для числа {\displaystyle n}.
Наприклад, для обчислення {\displaystyle a_{13}} можна побачити, що існує лише шість композицій для {\displaystyle 13-2=11}, які дають ненульовий внесок у суму:
{\displaystyle 11=9+1+1=1+9+1=1+1+9} та {\displaystyle 11=5+5+1=5+1+5=1+5+5}, тому
{\displaystyle {\begin{aligned}a_{13}&=-{\tfrac {2}{12\cdot 13}}(a_{9}a_{1}a_{1}+a_{1}a_{9}a_{1}+a_{1}a_{1}a_{9}+a_{5}a_{5}a_{1}+a_{5}a_{1}a_{5}+a_{1}a_{5}a_{5})=-{\tfrac {11}{15600}}.\end{aligned}}}

### Зв'язок з еліптичними функціями Веєрштрасса і Якобі
Лемніскатні функції тісно пов'язані з еліптичними функціями Веєрштрасса {\displaystyle \wp (z;1,0)} («лемніскатний випадок») з інваріантами {\displaystyle g_{2}=1} та {\displaystyle g_{3}=0}.
Ця ґратка має фундаментальні періоди {\displaystyle \omega _{1}={\sqrt {2}}\varpi } та {\displaystyle \omega _{2}={\rm {i}}\omega _{1}}.
Відповідні константи функції Вейєрштрасса мають вигляд: {\displaystyle e_{1}={\tfrac {1}{2}}}, {\displaystyle e_{2}=0}, {\displaystyle e_{3}=-{\tfrac {1}{2}}}.
Пов'язаний випадок еліптичної функції Веєрштрасса з інваріантами {\displaystyle g_{2}=a} та {\displaystyle g_{3}=0} можна отримати за допомогою масштабного перетворення.
Однак, цей випадок може включати комплексні числа.
Якщо потрібно залишатися в межах дійсних чисел, то розглядають два випадки: {\displaystyle a>0} та {\displaystyle a<0}.
Періодичний паралелограм є квадратом або ромбом.
Еліптичну функцію Вейєрштрасса {\displaystyle \wp (z;-1,0)} називають «псевдолемніскатним випадком».
Квадрат лемніскати синуса можна представити як
{\displaystyle {\begin{aligned}\operatorname {sl} ^{2}z={\frac {1}{\wp (z;4,0)}}={\frac {\rm {i}}{2\wp ((1-{\rm {i}})z;-1,0)}}=-2\wp \left({\sqrt {2}}z+({\rm {i}}-1){\frac {\varpi }{\sqrt {2}}};1,0\right),\end{aligned}}}
де другий і третій аргументи еліптичної функції Веєрштрасса {\displaystyle \wp } — інваріанти ґратки {\displaystyle g_{2}} і {\displaystyle g_{3}}.
Іншим представленням є
{\displaystyle {\begin{aligned}\operatorname {sl} ^{2}z={\frac {\varpi ^{2}}{\wp (z/\varpi ,{\rm {i}})}},\end{aligned}}}
де другий аргумент еліптичної функції Веєрштрасса {\displaystyle \wp } — відношення періодів {\displaystyle \tau }.
Функція лемніскати синуса є раціональною функцією еліптичної функції Веєрштрасса та її похідної
{\displaystyle {\begin{aligned}\operatorname {sl} z=-2{\frac {\wp ((1+{\rm {i}})z;1/4,0)}{\wp '((1+{\rm {i}})z;1/4,0)}},\end{aligned}}}
де другий і третій аргументи еліптичної функції Веєрштрасса {\displaystyle \wp } інваріанти ґратки {\displaystyle g_{2}} і {\displaystyle g_{3}}.
У термінах відношення періодів {\displaystyle \tau } отримуємо
{\displaystyle {\begin{aligned}\operatorname {sl} z=-2{\frac {\wp ((1+{\rm {i}})z/(2\varpi ),{\rm {i}})}{\wp '((1+{\rm {i}})z/(2\varpi ),{\rm {i}})}}.\end{aligned}}}
Лемніскатні функції також можуть бути записані в термінах еліптичних функцій Якобі.
Еліптичні функції Якобі {\displaystyle \operatorname {sn} } та {\displaystyle \operatorname {cd} } з додатним дійсним еліптичним модулем мають «вертикальну» прямокутну ґратку, що зорієнтована з дійсною та уявною осями.
Крім того, функції {\displaystyle \operatorname {sn} } та {\displaystyle \operatorname {cd} } з модулем {\displaystyle {\rm {i}}} (функції {\displaystyle \operatorname {sd} } та {\displaystyle \operatorname {cn} } з модулем {\displaystyle 1/{\sqrt {2}}}) мають квадратну періодичну ґратку, повернуту на 1/8 оберту:
{\displaystyle {\begin{aligned}&\operatorname {sl} z=\operatorname {sn} (z;{\rm {i}})={\tfrac {1}{\sqrt {2}}}\operatorname {sd} \left({\sqrt {2}}z;{\tfrac {1}{\sqrt {2}}}\right),\\&\operatorname {cl} z=\operatorname {cd} (z;{\rm {i}})=\operatorname {cn} \left({\sqrt {2}}z;{\tfrac {1}{\sqrt {2}}}\right),\end{aligned}}}
де другі аргументи — еліптичний модуль {\displaystyle k}.
Ще одне представлення лемніскатної функції {\displaystyle \operatorname {cl} } у термінах еліптичної функції Якобі {\displaystyle \operatorname {dn} } має вигляд
{\displaystyle {\begin{aligned}\operatorname {cl} z=\operatorname {dn} (z;{\sqrt {2}}),\end{aligned}}}
де другий аргумент еліптичної функції Якобі {\displaystyle \operatorname {dn} } — еліптичний модуль {\displaystyle k}.

### Зв'язок з модулярною лямбда-функцією
Лемніскатну функцію синуса можна використовувати для обчислення значень модулярної лямбда-функції:
{\displaystyle {\begin{aligned}\prod _{k=1}^{n}\operatorname {sl} \left({\frac {2k-1}{2n+1}}{\frac {\varpi }{2}}\right)={\sqrt[{8}]{\frac {\lambda ((2n+1){\rm {i}})}{1-\lambda ((2n+1){\rm {i}})}}}.\end{aligned}}}
Наприклад,
{\displaystyle {\begin{aligned}&\operatorname {sl} {\bigl (}{\tfrac {1}{14}}\varpi {\bigr )},\operatorname {sl} {\bigl (}{\tfrac {3}{14}}\varpi {\bigr )}\operatorname {sl} {\bigl (}{\tfrac {5}{14}}\varpi {\bigr )}={\sqrt[{8}]{\frac {\lambda (7{\rm {i}})}{1-\lambda (7{\rm {i}})}}}=\operatorname {tg} {\Bigl (}{\tfrac {1}{2}}\operatorname {arccsc} {\Bigl (}{\tfrac {1}{2}}{\sqrt {8{\sqrt {7}}+21}}+{\tfrac {1}{2}}{\sqrt {7}}+1{\Bigr )}{\Bigr )},\\&\operatorname {sl} {\bigl (}{\tfrac {1}{18}}\varpi {\bigr )},\operatorname {sl} {\bigl (}{\tfrac {3}{18}}\varpi {\bigr )},\operatorname {sl} {\bigl (}{\tfrac {5}{18}}\varpi {\bigr )},\operatorname {sl} {\bigl (}{\tfrac {7}{18}}\varpi {\bigr )}={\sqrt[{8}]{\frac {\lambda (9{\rm {i}})}{1-\lambda (9{\rm {i}})}}}=\operatorname {tg} {\Biggl (}{\frac {\pi }{4}}-\operatorname {arctg} {\Biggl (}{\frac {2{\sqrt[{3}]{2{\sqrt {3}}-2}}-2{\sqrt[{3}]{2-{\sqrt {3}}}}+{\sqrt {3}}-1}{\sqrt[{4}]{12}}}{\Biggr )}{\Biggr )}.\end{aligned}}}

### Методи обчислення
полягає в наступному:
- {\displaystyle a_{0}\leftarrow 1;} {\displaystyle b_{0}\leftarrow {\tfrac {1}{\sqrt {2}}}}
- for each {\displaystyle n\geq 1} do
  - {\displaystyle a_{n}\leftarrow {\tfrac {1}{2}}(a_{n-1}+b_{n-1});} {\displaystyle b_{n}\leftarrow {\sqrt {a_{n-1}b_{n-1}}};} {\displaystyle c_{n}\leftarrow {\tfrac {1}{2}}(a_{n-1}-b_{n-1})}
  - if {\displaystyle c_{n}<{\textrm {tolerance}}} then
    - {\displaystyle N\leftarrow n;} break
- {\displaystyle \phi _{N}\leftarrow 2^{N}a_{N}{\sqrt {2}}x}
- for each n from N to 0 do
  - {\displaystyle \phi _{n-1}\leftarrow {\tfrac {1}{2}}\left(\phi _{n}+{\arcsin }{\left({\frac {c_{n}}{a_{n}}}\sin \phi _{n}\right)}\right)}
- return {\displaystyle {\frac {\sin \phi _{0}}{\sqrt {2-\sin ^{2}\phi _{0}}}}}

Цей алгоритм ефективно використовує арифметично-геометричне середнє значення і
 
Декілька методів обчислення функції {\displaystyle \operatorname {sl} x} передбачають спочатку заміну змінних {\displaystyle \pi x=\varpi {\tilde {x}}}, а потім обчислення {\displaystyle \operatorname {sl} (\varpi {\tilde {x}}/\pi )}.
Метод гіперболічних рядів:
{\displaystyle {\begin{aligned}&\operatorname {sl} \left({\frac {\varpi }{\pi }}x\right)={\frac {\pi }{\varpi }}\sum _{n\in \mathbb {Z} }{\frac {(-1)^{n}}{\operatorname {ch} (x-(n+1/2)\pi )}},\\&{\frac {1}{\operatorname {sl} (\varpi x/\pi )}}={\frac {\pi }{\varpi }}\sum _{n\in \mathbb {Z} }{\frac {(-1)^{n}}{\operatorname {sh} \left(x-n\pi \right)}}={\frac {\pi }{\varpi }}\sum _{n\in \mathbb {Z} }{\frac {(-1)^{n}}{\sin(x-n\pi {\rm {i}})}}.\end{aligned}}}
Метод рядів Фур'є:
{\displaystyle {\begin{aligned}&\operatorname {sl} {\Bigl (}{\frac {\varpi }{\pi }}x{\Bigr )}={\frac {2\pi }{\varpi }}\sum _{n=0}^{\infty }{\frac {(-1)^{n}\sin((2n+1)x)}{\operatorname {ch} ((n+1/2)\pi )}},\ \left|\operatorname {Im} x\right|<{\frac {\pi }{2}},\\&{\frac {1}{\operatorname {sl} (\varpi x/\pi )}}={\frac {\pi }{\varpi }}\left({\frac {1}{\sin x}}-4\sum _{n=0}^{\infty }{\frac {\sin((2n+1)x)}{{\rm {e}}^{(2n+1)\pi }+1}}\right),\ \left|\operatorname {Im} x\right|<\pi .\end{aligned}}}
Лемніскатні функції можуть бути обчислені більш швидше за допомогою формул
{\displaystyle {\begin{aligned}&\operatorname {sl} {\Bigl (}{\frac {\varpi }{\pi }}x{\Bigr )}={\frac {\theta _{1}\left(x,{\rm {e}}^{-\pi }\right)}{\theta _{3}\left(x,{\rm {e}}^{-\pi }\right)}},\\&\operatorname {cl} {\Bigl (}{\frac {\varpi }{\pi }}x{\Bigr )}={\frac {\theta _{2}\left(x,{\rm {e}}^{-\pi }\right)}{\theta _{4}\left(x,{\rm {e}}^{-\pi }\right)}},\end{aligned}}}
де
{\displaystyle {\begin{aligned}&\theta _{1}(x,{\rm {e}}^{-\pi })=\sum _{n\in \mathbb {Z} }(-1)^{n+1}{\rm {e}}^{-\pi (n+1/2+x/\pi )^{2}}=\sum _{n\in \mathbb {Z} }(-1)^{n}{\rm {e}}^{-\pi (n+1/2)^{2}}\sin((2n+1)x),\\&\theta _{2}(x,{\rm {e}}^{-\pi })=\sum _{n\in \mathbb {Z} }(-1)^{n}{\rm {e}}^{-\pi (n+x/\pi )^{2}}=\sum _{n\in \mathbb {Z} }{\rm {e}}^{-\pi (n+1/2)^{2}}\cos((2n+1)x),\\&\theta _{3}(x,{\rm {e}}^{-\pi })=\sum _{n\in \mathbb {Z} }{\rm {e}}^{-\pi (n+x/\pi )^{2}}=\sum _{n\in \mathbb {Z} }{\rm {e}}^{-\pi n^{2}}\cos 2nx,\\&\theta _{4}(x,{\rm {e}}^{-\pi })=\sum _{n\in \mathbb {Z} }{\rm {e}}^{-\pi (n+1/2+x/\pi )^{2}}=\sum _{n\in \mathbb {Z} }(-1)^{n}{\rm {e}}^{-\pi n^{2}}\cos 2nx&\end{aligned}}}
— тета-функції Якобі.
Два інші методи швидкого обчислення використовують наступні формули сум і добутків рядів:
{\displaystyle {\begin{aligned}&\operatorname {sl} \left({\frac {\varpi }{\pi }}x\right)=f\left({\frac {4\pi }{\varpi }}\sin x\sum _{n=1}^{\infty }{\frac {\operatorname {ch} [(2n-1)\pi ]}{\operatorname {ch} ^{2}[(2n-1)\pi ]-\cos ^{2}x}}\right),\\&\operatorname {cl} \left({\frac {\varpi }{\pi }}x\right)=f\left({\frac {4\pi }{\varpi }}\cos x\sum _{n=1}^{\infty }{\frac {\operatorname {ch} [(2n-1)\pi ]}{\operatorname {ch} ^{2}[(2n-1)\pi ]-\sin ^{2}x}}\right),\\&\operatorname {sl} \left({\frac {\varpi }{\pi }}x\right)=2{\rm {e}}^{-\pi /4}\sin x\prod _{n=1}^{\infty }{\frac {1-2{\rm {e}}^{-2n\pi }\cos 2x+{\rm {e}}^{-4n\pi }}{1+2{\rm {e}}^{-(2n-1)\pi }\cos 2x+{\rm {e}}^{-(4n-2)\pi }}},\\&\operatorname {cl} \left({\frac {\varpi }{\pi }}x\right)=2{\rm {e}}^{-\pi /4}\cos x\prod _{n=1}^{\infty }{\frac {1+2{\rm {e}}^{-2n\pi }\cos 2x+{\rm {e}}^{-4n\pi }}{1-2{\rm {e}}^{-(2n-1)\pi }\cos 2x+{\rm {e}}^{-(4n-2)\pi }}},\end{aligned}}}
де {\displaystyle f(x)=\operatorname {tg} (2\operatorname {arctg} x)=2x/(1-x^{2})}.
Ряд Фур'є для логарифма лемнікатного синуса має вигляд:
{\displaystyle {\begin{aligned}\ln \operatorname {sl} \left({\frac {\varpi }{\pi }}x\right)=\ln 2-{\frac {\pi }{4}}+\ln \sin x+2\sum _{n=1}^{\infty }{\frac {(-1)^{n}\cos 2nx}{n({\rm {e}}^{n\pi }+(-1)^{n})}},\ \left|\operatorname {Im} x\right|<{\frac {\pi }{2}}.\end{aligned}}}
Рамануджан відкрив наступні співвідношення для рядів:
{\displaystyle {\begin{aligned}&{\frac {\varpi ^{2}}{\pi ^{2}\operatorname {sl} ^{2}(\varpi x/\pi )}}={\frac {1}{\sin ^{2}x}}-{\frac {1}{\pi }}-8\sum _{n=1}^{\infty }{\frac {n\cos 2nx}{{\rm {e}}^{2n\pi }-1}},\quad \left|\operatorname {Im} x\right|<\pi ,\\&\operatorname {arctg} \operatorname {sl} \left({\frac {\varpi }{\pi }}x\right)=2\sum _{n=0}^{\infty }{\frac {\sin((2n+1)x)}{(2n+1)\operatorname {ch} ((n+1/2)\pi )}},\quad \left|\operatorname {Im} x\right|<{\frac {\pi }{2}}.\end{aligned}}}

## Обернені функції
Оберненою функцією для лемніскатного синуса є лемніскатний арксинус визначений як:
{\displaystyle {\begin{aligned}\operatorname {arcsl} x=\int _{0}^{x}{\frac {{\rm {d}}t}{\sqrt {1-t^{4}}}}.\end{aligned}}}
Її також можна представити за допомогою гіпергеометричної функції:
{\displaystyle {\begin{aligned}\operatorname {arcsl} x={x}_{2}F_{1}\left({\tfrac {1}{2}},{\tfrac {1}{4}};{\tfrac {5}{4}};x^{4}\right).\end{aligned}}}
Оберненою функцією для лемніскатного косинуса є лемніскатний арккосинус.
Ця функція визначається наступним чином:
{\displaystyle {\begin{aligned}\operatorname {arccl} x=\int _{x}^{1}{\frac {{\rm {d}}t}{\sqrt {1-t^{4}}}}={\tfrac {1}{2}}\varpi -\operatorname {arcsl} x.\end{aligned}}}
Для {\displaystyle x} з інтервалу {\displaystyle -1\leq x\leq 1} отримуємо {\displaystyle \operatorname {sl} (\operatorname {arcsl} x)=x} та {\displaystyle \operatorname {cl} (\operatorname {arccl} x)=x}.
Для половини довжини лемніскатної дуги справедливі формули:
{\displaystyle {\begin{aligned}&\operatorname {sl} {\bigl (}{\tfrac {1}{2}}\operatorname {arcsl} x{\bigr )}=\sin {\bigl (}{\tfrac {1}{2}}\arcsin x{\bigr )}\operatorname {sech} {\bigl (}{\tfrac {1}{2}}\operatorname {arsinh} x{\bigr )},\\&\operatorname {sl} {\bigl (}{\tfrac {1}{2}}\operatorname {arcsl} x{\bigr )}^{2}=\operatorname {tg} {\bigl (}{\tfrac {1}{4}}\arcsin x^{2}{\bigr )}.\end{aligned}}}

### Співвідношення з використанням еліптичних інтегралів
Лемініскатний арксинус і лемніскатний арккосинус також можна представити за допомогою форми Лежандра.
Ці функції можна представити безпосередньо, використовуючи неповний еліптичний інтеграл першого роду:
{\displaystyle {\begin{aligned}&\operatorname {arcsl} x={\frac {1}{\sqrt {2}}}F\left(\arcsin {\frac {{\sqrt {2}}x}{\sqrt {1+x^{2}}}};{\frac {1}{\sqrt {2}}}\right),\\&\operatorname {arcsl} x=2{\big (}{\sqrt {2}}-1{\big )}F\left(\arcsin {\frac {{\big (}{\sqrt {2}}+1{\big )}x}{{\sqrt {1+x^{2}}}+1}};{\big (}{\sqrt {2}}-1{\big )}^{2}\right).\end{aligned}}}
Довжини дуг лемніскати також можна виразити лише за допомогою довжин дуг еліпсів (обчислених за допомогою еліптичних інтегралів другого роду):
{\displaystyle {\begin{aligned}\operatorname {arcsl} x={}&{\frac {2+{\sqrt {2}}}{2}}E\left({\arcsin }{\frac {({\sqrt {2}}+1)x}{{\sqrt {1+x^{2}}}+1}};({\sqrt {2}}-1)^{2}\right)\\[5mu]&\ \ -E\left({\arcsin }{\frac {{\sqrt {2}}x}{\sqrt {1+x^{2}}}};{\frac {1}{\sqrt {2}}}\right)+{\frac {x{\sqrt {1-x^{2}}}}{{\sqrt {2}}(1+x^{2}+{\sqrt {1+x^{2}}})}}\end{aligned}}}
Лемніскатний арккосинус має наступне співвідношення:
{\displaystyle {\begin{aligned}\operatorname {arccl} x={\tfrac {1}{\sqrt {2}}}F\left(\arccos x;{\tfrac {1}{\sqrt {2}}}\right).\end{aligned}}}

### Використання при інтегруванні
Лемніскатну функцію можна використовувати для інтегрування багатьох функцій.
Ось список важливих інтегралів (константи інтегрування опущені):
{\displaystyle {\begin{aligned}&\int {\frac {1}{\sqrt {1-x^{4}}}}{\rm {d}}x=\operatorname {arcsl} x,\\&\int {\frac {1}{\sqrt {{\big (}x^{2}+1{\big )}{\big (}2x^{2}+1{\big )}}}}{\rm {d}}x=\operatorname {arcsl} {\frac {x}{\sqrt {x^{2}+1}}},\\&\int {\frac {1}{\sqrt {x^{4}+6x^{2}+1}}}{\rm {d}}x=\operatorname {arcsl} {\frac {{\sqrt {2}}x}{\sqrt {{\sqrt {x^{4}+6x^{2}+1}}+x^{2}+1}}},\\&\int {\frac {1}{\sqrt {x^{4}+1}}}{\rm {d}}x={\sqrt {2}}\operatorname {arcsl} {\frac {x}{\sqrt {{\sqrt {x^{4}+1}}+1}}},\\&\int {\frac {1}{\sqrt[{4}]{{\big (}1-x^{4}{\big )}^{3}}}}{\rm {d}}x={\sqrt {2}}\operatorname {arcsl} {\frac {x}{\sqrt {1+{\sqrt {1-x^{4}}}}}},\\&\int {\frac {1}{\sqrt[{4}]{{\big (}x^{4}+1{\big )}^{3}}}}{\rm {d}}x=\operatorname {arcsl} {\frac {x}{\sqrt[{4}]{x^{4}+1}}},\\&\int {\frac {1}{\sqrt[{4}]{{\big (}1-x^{2}{\big )}^{3}}}}{\rm {d}}x=2\operatorname {arcsl} {\frac {x}{1+{\sqrt {1-x^{2}}}}},\\&\int {\frac {1}{\sqrt[{4}]{{\big (}x^{2}+1{\big )}^{3}}}}{\rm {d}}x=2\operatorname {arcsl} {\frac {x}{{\sqrt {x^{2}+1}}+1}},\\&\int {\frac {1}{\sqrt[{4}]{{\big (}ax^{2}+bx+c{\big )}^{3}}}}{\rm {d}}x={\frac {2{\sqrt {2}}}{\sqrt[{4}]{4a^{2}c-ab^{2}}}}\operatorname {arcsl} {\frac {2ax+b}{{\sqrt {4a{\big (}ax^{2}+bx+c{\big )}}}+{\sqrt {4ac-b^{2}}}}},\\&\int {\sqrt {\operatorname {sech} x}}{\rm {d}}x=2\operatorname {arcsl} {\big (}\operatorname {th} {\tfrac {1}{2}}x{\big )},\\&\int {\sqrt {\sec x}}{\rm {d}}x=2\operatorname {arcsl} {\big (}\operatorname {tg} {\tfrac {1}{2}}x{\big )}.\end{aligned}}}

## Гіперболічні лемніскатні функції

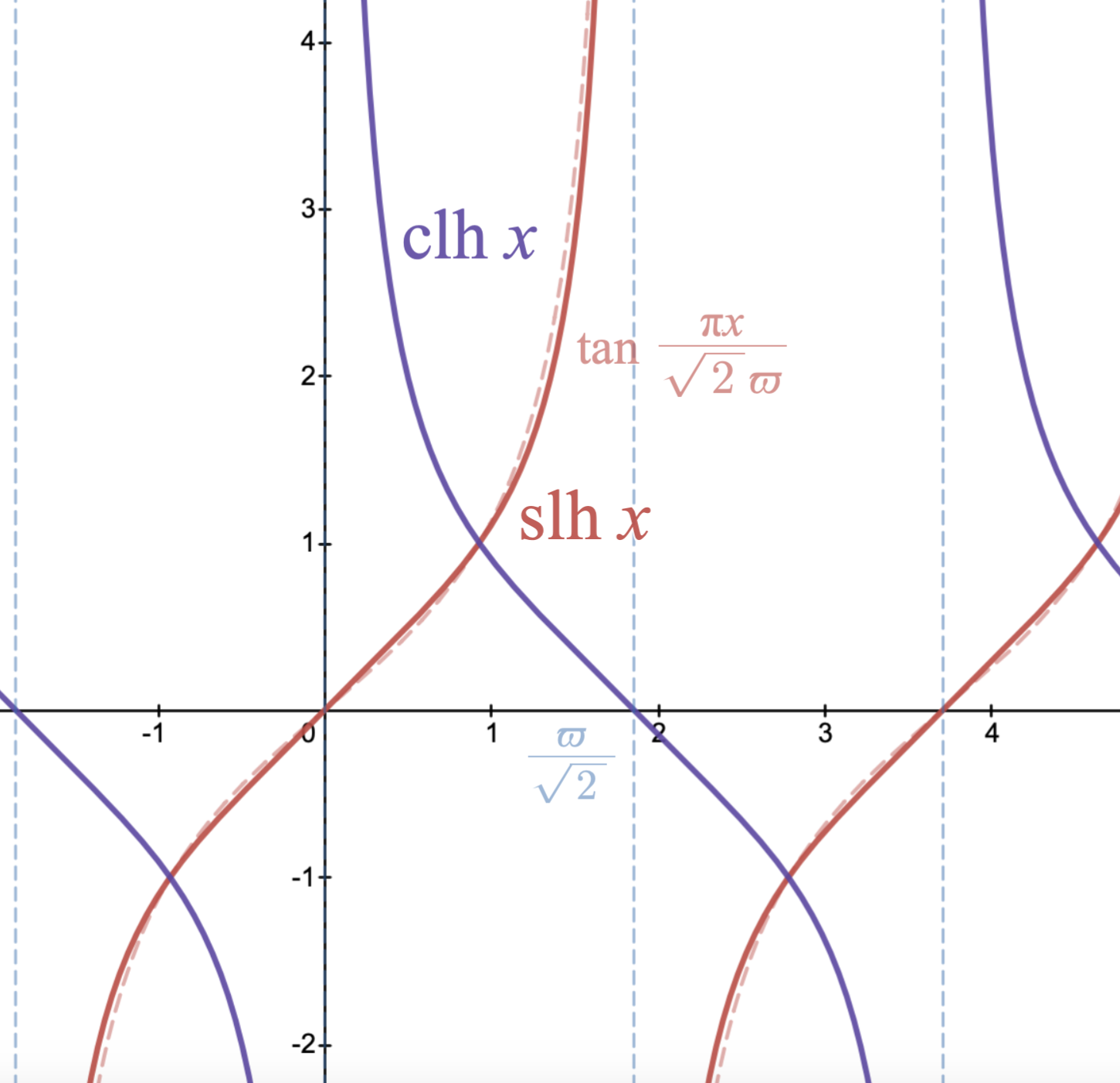
Функції гіперболічний лемніскатний синус (червоні лінії) і гіперболічний лемніскатний косинус (пурпурові лінії) дійсного аргументу в порівнянні з тригонометричним тангенсом (шриховані блідо-червоні лінії).

Гіперболічну лемніскату синуса {\displaystyle (\operatorname {slh} )} і косинуса {\displaystyle (\operatorname {clh} )} можна визначити за допомогою їх обернених функцій наступним чином:
{\displaystyle {\begin{aligned}z=\int _{0}^{\operatorname {slh} z}{\frac {{\rm {d}}t}{\sqrt {1+t^{4}}}}=\int _{\operatorname {clh} z}^{\infty }{\frac {{\rm {d}}t}{\sqrt {1+t^{4}}}}.\end{aligned}}}
Повний інтеграл набуває значення:
{\displaystyle {\begin{aligned}\int _{0}^{\infty }{\frac {{\rm {d}}t}{\sqrt {t^{4}+1}}}={\tfrac {1}{4}}{\rm {B}}{\big (}{\tfrac {1}{4}},{\tfrac {1}{4}}{\big )}={\tfrac {1}{\sqrt {2}}}\varpi =1{,}85407\;46773\;01371\dots .\end{aligned}}}
Тому дві визначені функції допускають наступне співвідношення:
{\displaystyle {\begin{aligned}\operatorname {slh} z=\operatorname {clh} {\bigl (}{\tfrac {1}{\sqrt {2}}}\varpi -z{\bigr )}.\end{aligned}}}
Добуток гіперболічного лемніскатного синуса і гіперболічного лемніскатного косинуса дорівнює одиниці:
{\displaystyle {\begin{aligned}\operatorname {slh} z\,\operatorname {clh} z=1.\end{aligned}}}
Гіперболічні лемніскатні функції можуть бути представлені через лемніскатний синус і лемніскатний косинус:
{\displaystyle {\begin{aligned}&\operatorname {slh} {\bigl (}{\sqrt {2}}x{\bigr )}={\frac {{\big (}1+\operatorname {cl} ^{2}x{\big )}\operatorname {sl} x}{{\sqrt {2}}\operatorname {cl} x}},\\&\operatorname {clh} {\bigl (}{\sqrt {2}}x{\bigr )}={\frac {{\big (}1+\operatorname {sl} ^{2}x{\big )}\operatorname {cl} x}{{\sqrt {2}}\operatorname {sl} x}}.\end{aligned}}}
Але також існує зв'язок із еліптичними функціямі Якобі з еліптичним модулем {\displaystyle 1/{\sqrt {2}}}:
{\displaystyle {\begin{aligned}\operatorname {slh} x={\frac {\operatorname {sn} {\big (}x;1/{\sqrt {2}}{\big )}}{\operatorname {cd} {\big (}x;1/{\sqrt {2}}{\big )}}},\\\operatorname {clh} x={\frac {\operatorname {cd} {\big (}x;1/{\sqrt {2}}{\big )}}{\operatorname {sn} {\big (}x;1/{\sqrt {2}}{\big )}}}.\end{aligned}}}
Гіперболічний лемніскатний синус допускає наступне уявне співвідношення із лемніскатним синусом:
{\displaystyle {\begin{aligned}\operatorname {slh} z={\frac {1-{\rm {i}}}{\sqrt {2}}}\operatorname {sl} \left({\frac {1+{\rm {i}}}{\sqrt {2}}}z\right)={\frac {\operatorname {sl} \left({\sqrt[{4}]{-1}}z\right)}{\sqrt[{4}]{-1}}}.\end{aligned}}}
Аналогічний зв'язок існує і між гіперболічним і тригонометричним синусом:

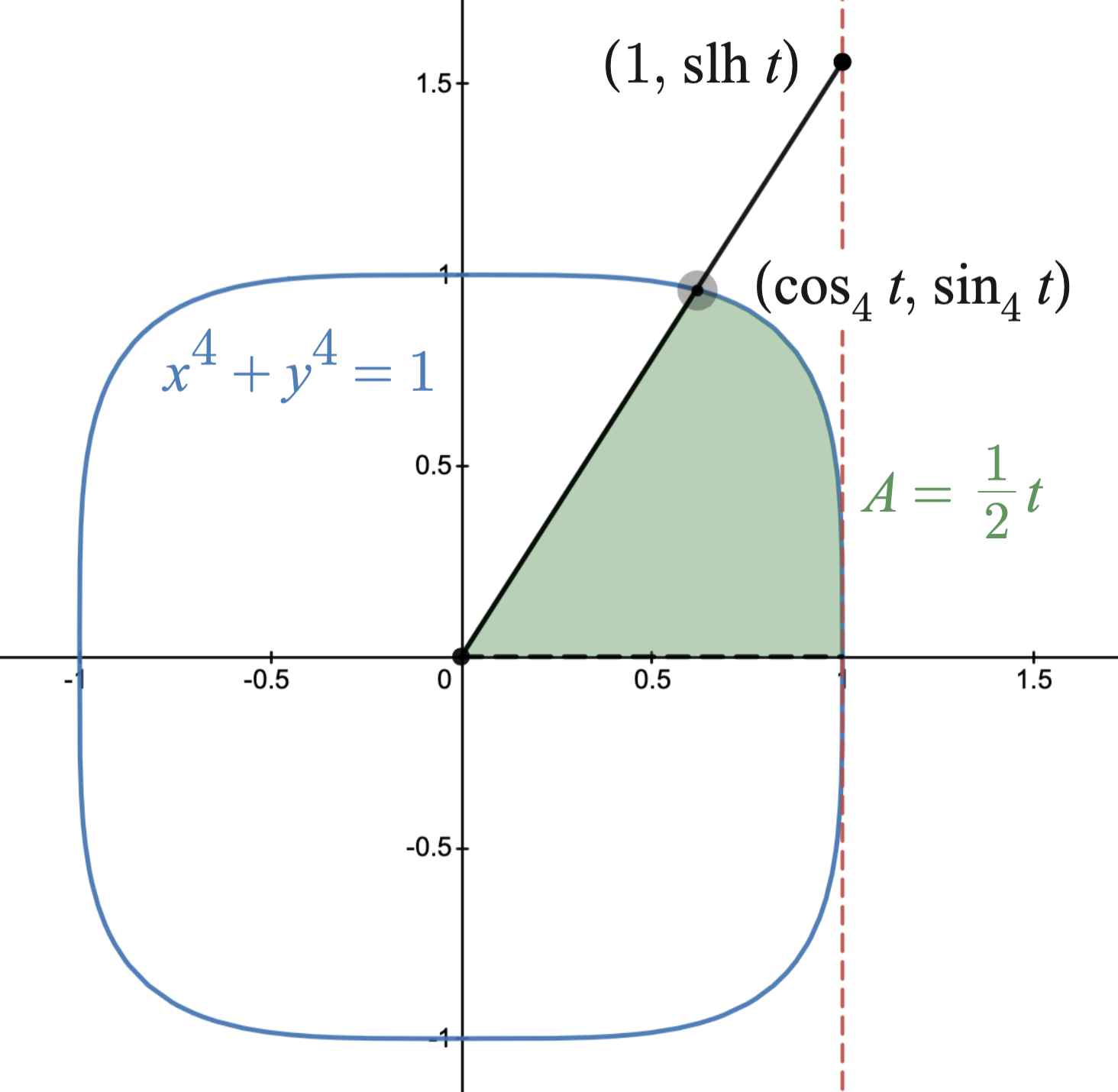
Відносно кривої Ферма четвертого порядку гіперболічний лемніскатний синус є аналогогом тригонометричній функції тангенс.

{\displaystyle {\begin{aligned}\operatorname {sinh} z=-{\rm {i}}\sin({\rm {i}}z)={\frac {\sin \left({\sqrt[{2}]{-1}}z\right)}{\sqrt[{2}]{-1}}}.\end{aligned}}}
Крива Ферма {\displaystyle x^{4}+y^{4}=1} (іноді називається квадратним колом) для гіперболічних лемніскатних синуса і косинуса є аналогом функцій тангенса й котангенса на одиничному колі {\displaystyle x^{2}+y^{2}=1} (квадратична крива Ферма).
Якщо початок координат і точка на кривій пов'язані між собою прямою {\displaystyle L}, то гіперболічний лемніскатний синус від подвоєнної площі обмеженої цією прямою і віссю {\displaystyle x} є {\displaystyle y}-координатою перетину прямої {\displaystyle L} із прямою {\displaystyle x=1}.
Гіперболічний лемніскатний синус задовольняє тотожність додавання аргументів:
{\displaystyle {\begin{aligned}\operatorname {slh} (a+b)={\frac {\operatorname {slh} a{\sqrt {1+\operatorname {slh} ^{4}b}}+\operatorname {slh} b{\sqrt {1+\operatorname {slh} ^{4}a}}}{1-\operatorname {slh} ^{2}a\operatorname {slh} ^{2}b}}.\end{aligned}}}
Похідна може бути виражена наступним чином:
{\displaystyle {\begin{aligned}{\frac {\rm {d}}{{\rm {d}}x}}\operatorname {slh} x={\sqrt {1+\operatorname {slh} ^{4}x}}.\end{aligned}}}

## Теорія чисел
В алгебричній теорії чисел, будь-яке скінченне абелеве розширення гаусових раціональних чисел {\displaystyle {\rm {Q}}({\rm {i}})} є підполем поля {\displaystyle {\rm {Q}}({\rm {i}},\operatorname {sl} (2\varpi /n))} для деякого натурального числа {\displaystyle n}.
Це аналог теореми Кронекера-Вебера для раціональних чисел {\displaystyle {\rm {Q}}}, яка базується на поділі кола — зокрема, будь-яке скінченне абелеве розширення поля {\displaystyle {\rm {Q}}} є підполем поля {\displaystyle {\rm {Q}}(\exp(2\pi {\rm {i}}/n))} для деякого натурального числа {\displaystyle n}.
Обидва випадки є частинними випадками проблеми Jugendtraum Кронекера, яка відома як дванадцята проблема Гільберта.
Поле {\displaystyle {\rm {Q}}({\rm {i}},\operatorname {sl} (\varpi /n))} (для додатних непарних {\displaystyle n}) є розширенням поля {\displaystyle {\rm {Q}}({\rm {i}})} породженого за допомогою {\displaystyle x}- та {\displaystyle y}-координат точок {\displaystyle (1+{\rm {i}})n}-скруту на еліптичній кривій {\displaystyle y^{2}=4x^{3}+x}.

## Проєкція карти світу
Квінкунціальна проєкція Пірса, розроблена Чарльзом Сандерсом Пірсом із Національної геодезичної служби США в 1870-х роках, є проєкцією карти світу, що базується на оберненій лемніскаті синуса стереграфічно спроєктованих точок (що розглядаються як комплексні числа).

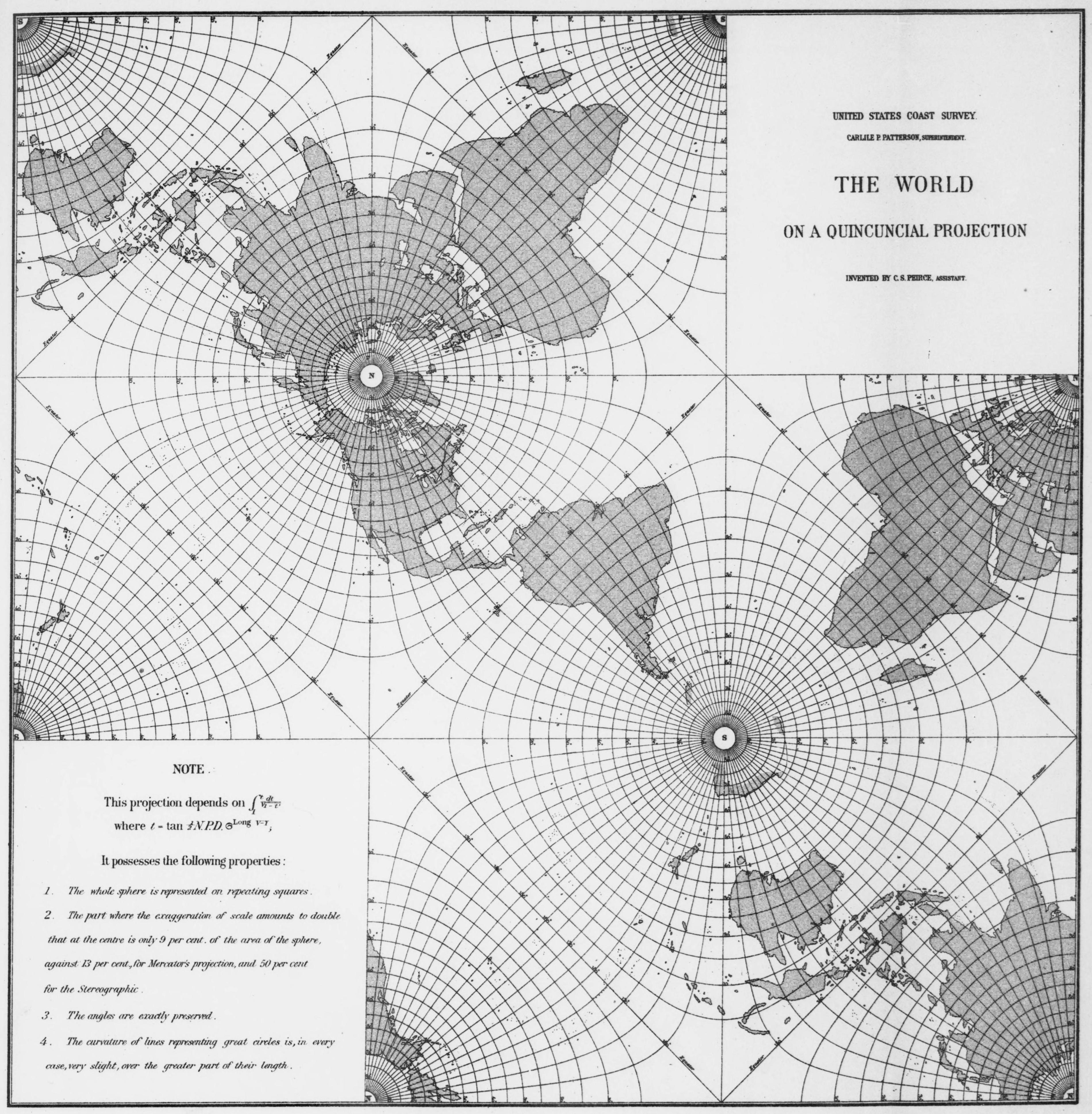
«Світ при квінкунціальній проєкції», Чарлз Сандерс Пірс (1879).

Якщо прямі постійної дійсної або уявної частини проєктувати на комплексну площину за допомогою гіперболічного лемніскатного синусу, а звідки їх стереографічно проєктувати на сферу (див. Сферу Рімана), то отримані криві є сферичними коніками, сферичний аналог еліпсів і гіпербол на площині. Таким чином, лемніскати функцій (і, у загальному випадку, еліптичні функції Якобі) забезпечують параметризацію для сферичних конік.
Конформну картографічну проєкцію земної кулі на 6 квадратних граней куба також можна визначити за допомогою лемніскатних функцій.
Оскільки багато диференціальних рівнянь з частинними похідними можна ефективно розв'язати за допомогою конформного відображення, то перетворення сфери в куб зручне для моделювання атмосфери.

## Зовнішні лінки
- Parker, Matt (2021). What is the area of a Squircle?. Stand-up Maths. YouTube. Архів оригіналу за 19 грудня 2021.